# Естерсунд
Естерсунд (швед. Östersundⓘ) — муніципалітет і місто у центральній Швеції, розташований на березі п'ятого за величиною озера Швеції — Стуршен, центральне місто лену Ємтланд. Естерсунд культурний і економічний центр регіону, традиційний центр торгівлі і комерції.
У місті є університет (Центральношведський університет), що вміщує приблизно 15000 студентів в трьох університетських містечках (2006/2007).
З населенням в 58 914 осіб (грудень 2008 року) Естерсунд займає 36 місце за чисельністю населення у Швеції.
Естерсунд був заснований в 1786 році. Спочатку місто було створене як торгова монополія лену Емтланд, прибуткова торгівля жителів якого дратувала шведську верховну владу. Мета створення міста була в тому, щоб примусити місцевих фермерів постачати товари посередникам в Естерсунд, але населення виступало проти цієї економічної позиції, і Естерсунд довго залишався нерозвиненим. Це тривало аж до кінця 19-го сторіччя. І тільки після побудови залізниці Естерсунд став справді розвиненим містом.
Естерсунд розташований у внутрішній частині Скандинавії і межує з районом Сундсвалль на східній частині шведського узбережжя, а з районом Тронгеймом на західному узбережжі Норвезького моря.
Естерсунд знаходиться в центрі Скандинавії, у центрі Швеції, у центрі лену Емтланд і в центрі муніципалітету Естерсунд. Фактично Естерсунд є центром Швеції.
Естерсунд рекламується як Vinterstaden — Зимове місто. Зимове місто — це проєкт запущений спільно муніципалітетом і міськими підприємцями.
Місто є центром зимового спорту з сучасним стадіоном для лижного кросу і гірськолижною трасою, що знаходиться безпосередньо в місті.
Естерсунд також приймав декілька чемпіонатів світу з різних зимових видів спорту, таких як біатлон, ковзанярський спорт і спортивне орієнтування на лижах, поряд з шведськими національними чемпіонатами з лижного кросу і перегонів на снігомобілях.
Місто було претендентом на проведення декількох зимових олімпійських ігор, але досі Ігри в Естерсунді не проводилися. Попередниками Зимових Олімпійських ігор були Нордичні Ігри, які кілька разів проводилися в Естерсунді через відсутність снігу в Стокгольмі.

## Географія
.

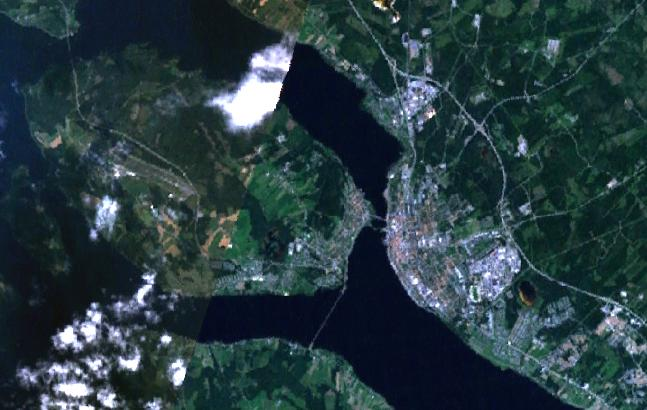
Естерсунд і острів Фресен, знімок зі супутника

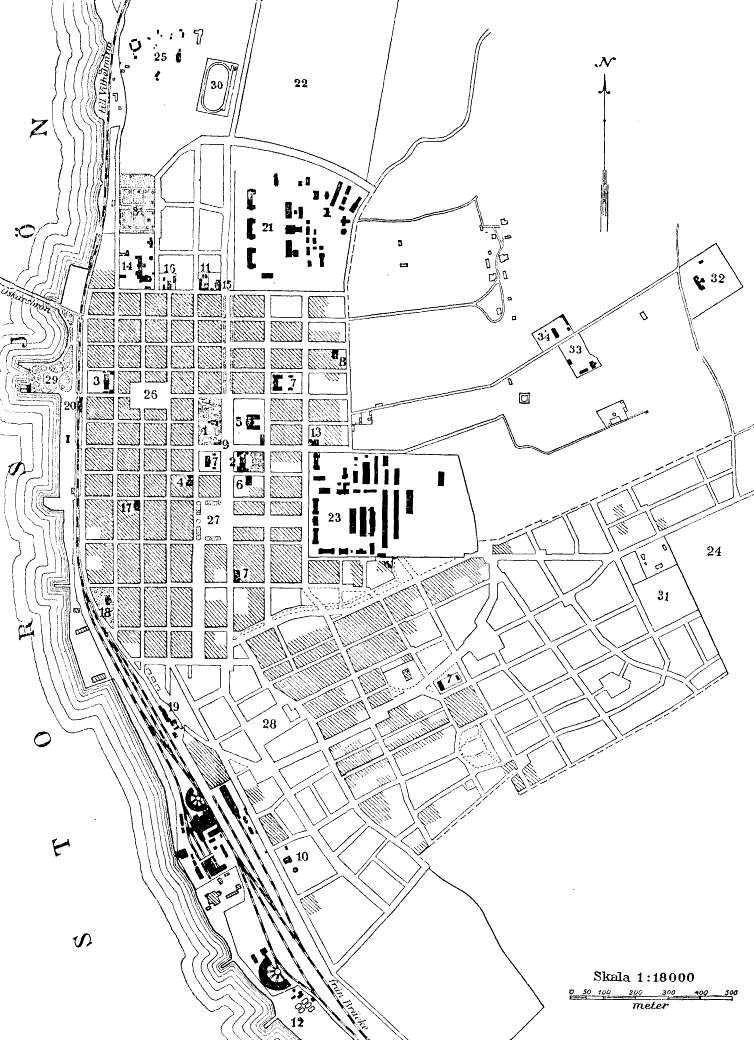
Карта Естерсунду 1922 року.

Естерсунд місто і центр провінції, розташоване на березі п'ятого за величиною озера у Швеції Стуршен. Область, яка оточує це озеро, зазвичай згадується як Storsjöbygden і ця область описується як найпівнічніша область у світі з сільським господарством в континентальному кліматі.

## Культура

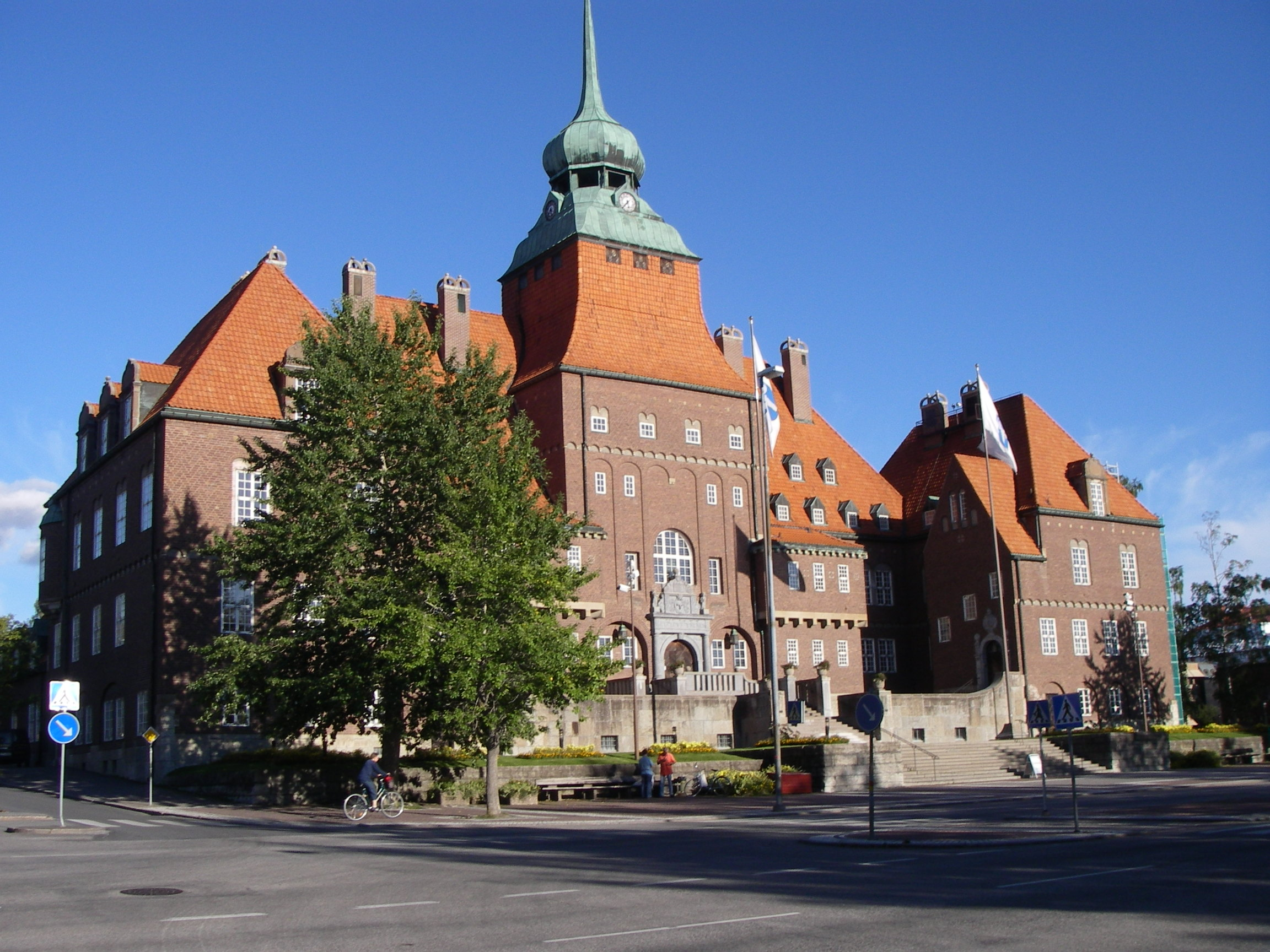
Міська Ратуша

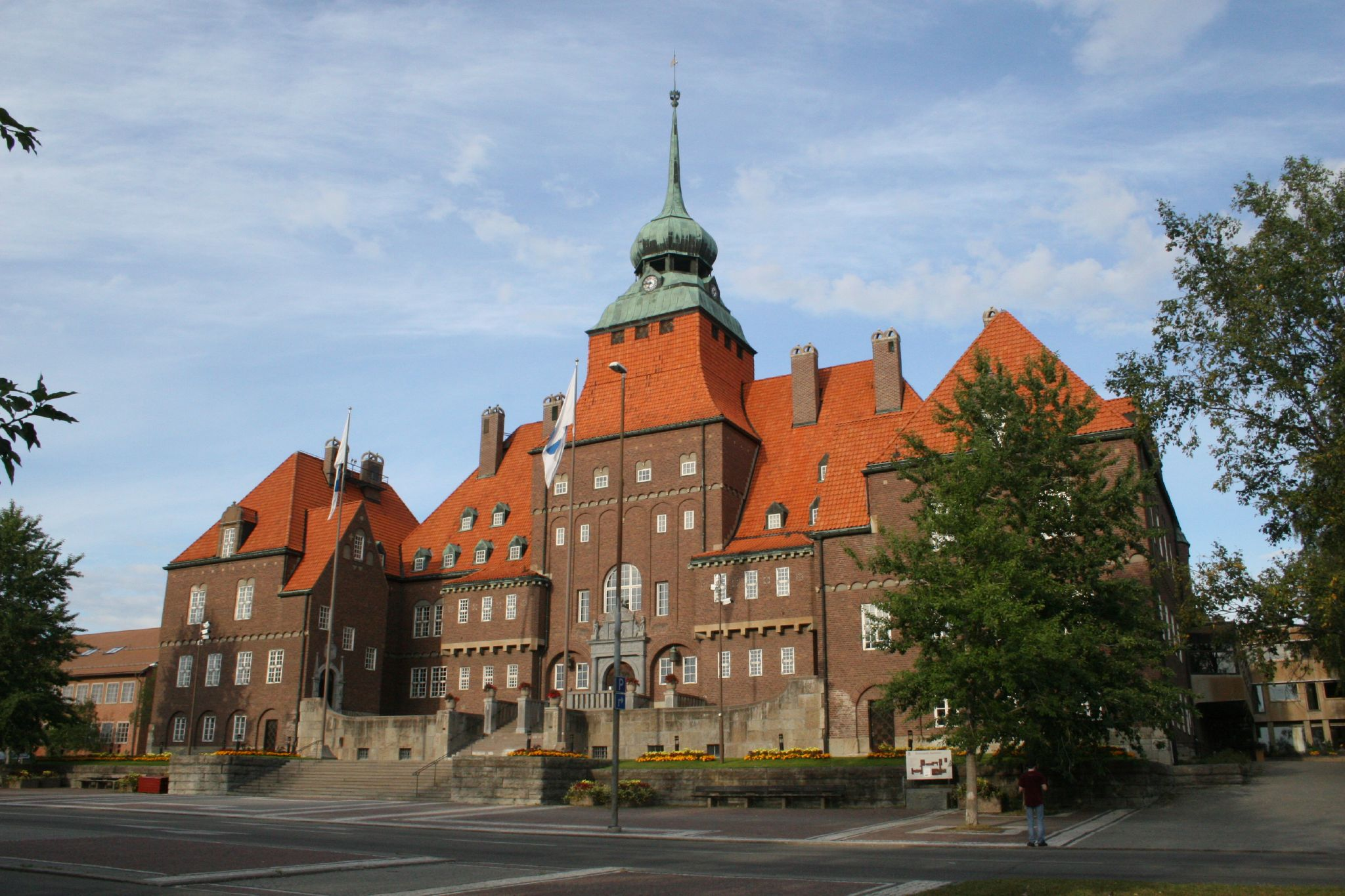
Міська Ратуша

На острові Фресен (швед. Frösön) розташовується зоопарк; в Естерсунді знаходяться музей «Ямтлі» і будинок-музей композитора Вільгельма Петерсона-Бергера.

## Спорт

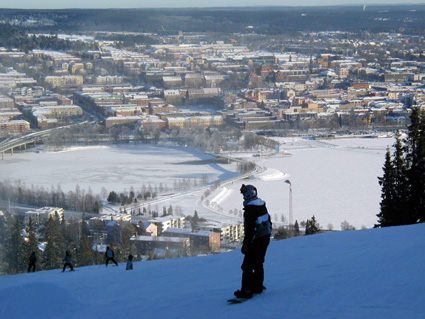
Gustavsbergsbacken på Frösön med utsikt över hela Östersund

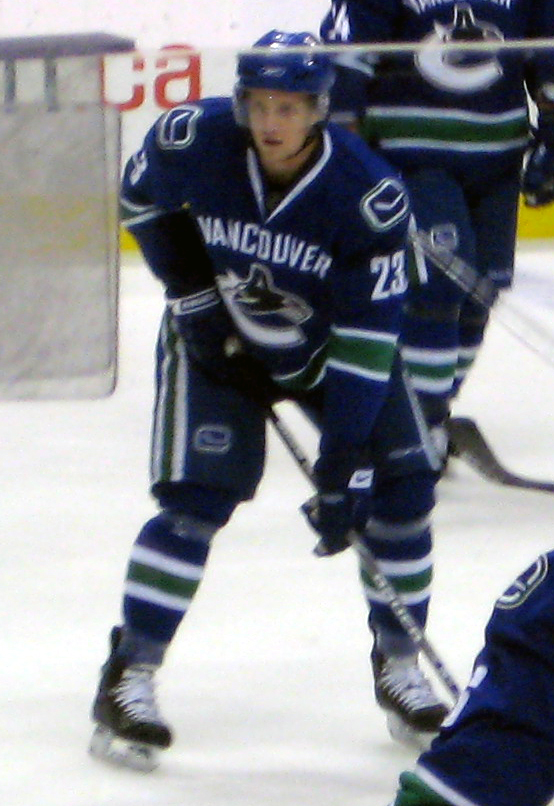
Александр Едлер.

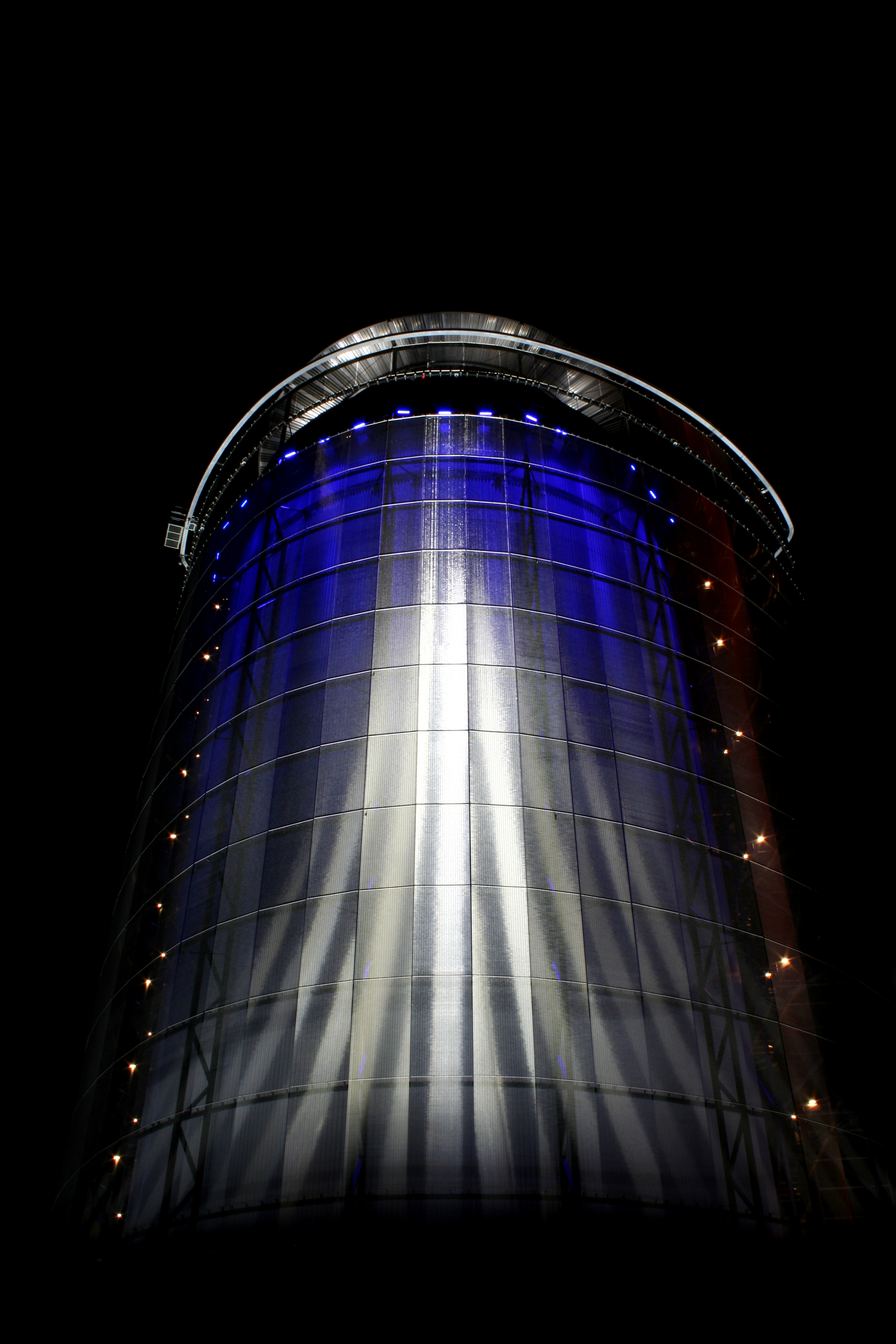
Arctura будівля на лижному стадіоні Естерсунда.

В Естерсунді в 1989, 1993, 1995—1997, 2000, 2002, 2003—2007, 2009 роках проводились етапи Кубку світу з біатлону. А 2008 року тут проходив чемпіонат світу з цього виду спорту. Також Естерсунд висував свою кандидатуру на проведення Зимових Олімпійських ігор -2014, але уряд Швеції не підтримав цю ініціативу. Це була четверта спроба міста (після 1994, 1998, 2002 років).
З 12 по 19 січня 2019 року у місті Кубок світу з лижних перегонів та біатлону 2019.
В Естерсунді є свій футбольний клуб з однойменною назвою.

## Міста-побратими
- Гірін, КНР
- Сянік, Польща
- Тронгейм, Норвегія
- Оденсе, Данія
- Каяані, Фінляндія

## Уродженці
- Ганс Ескільссон (*1966) — шведський футболіст, нападник, згодом — футбольний тренер.

- Ліза Генні (* 1982) — шведська акторка.

## Галерея

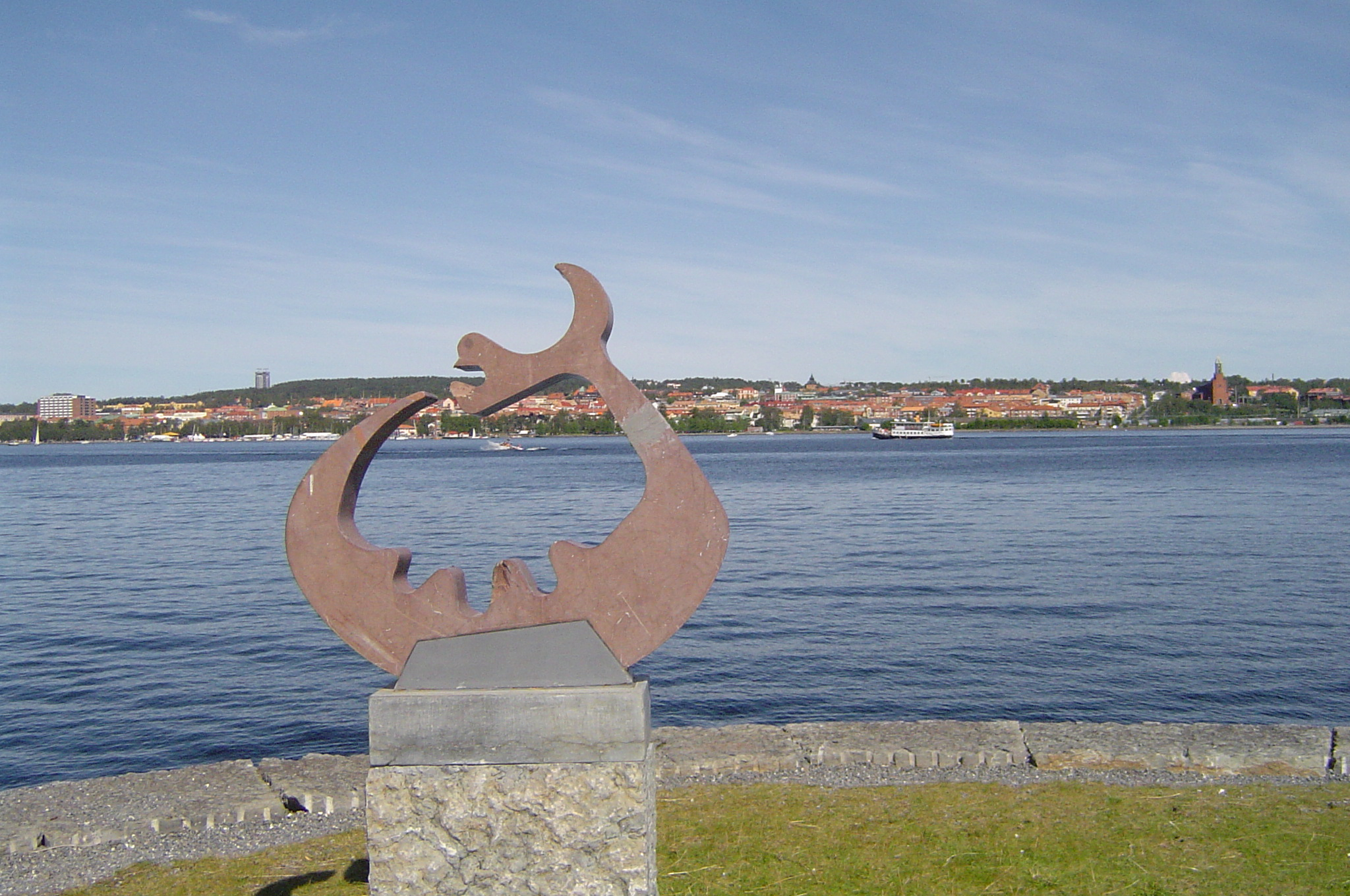
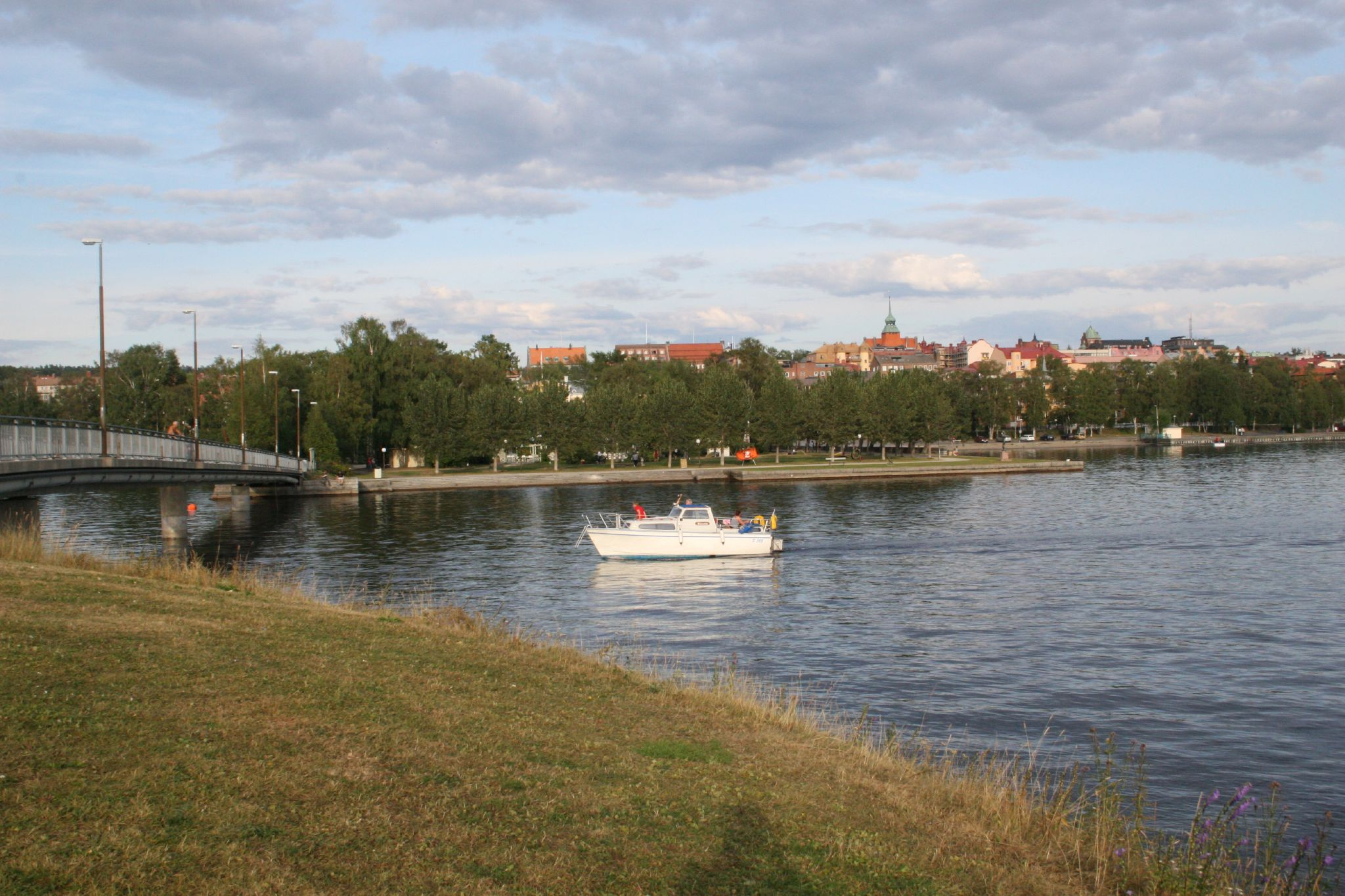
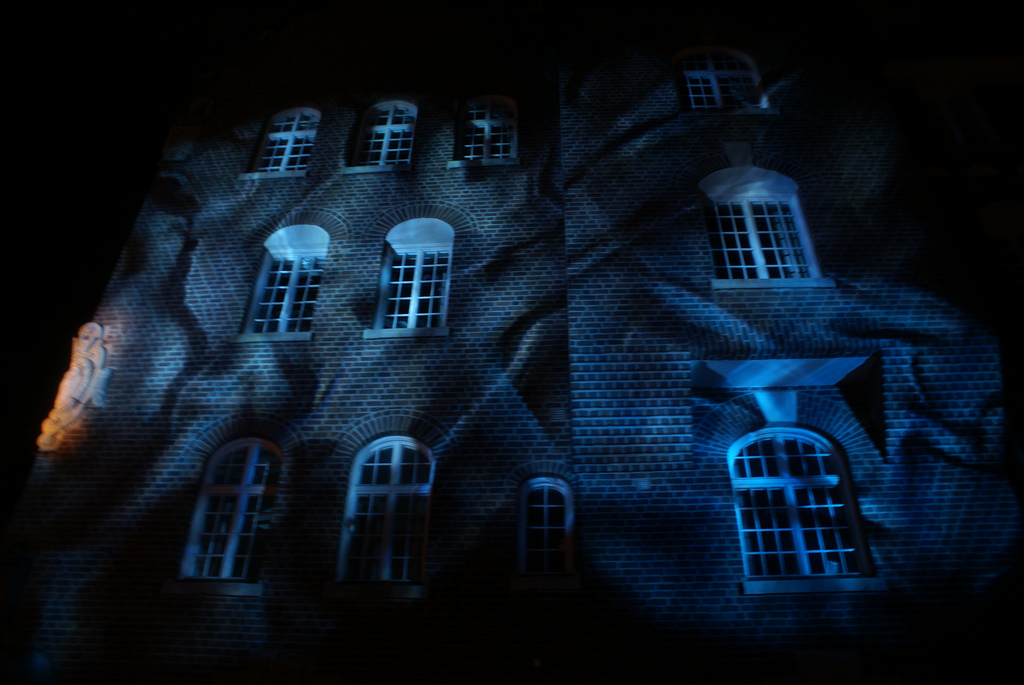
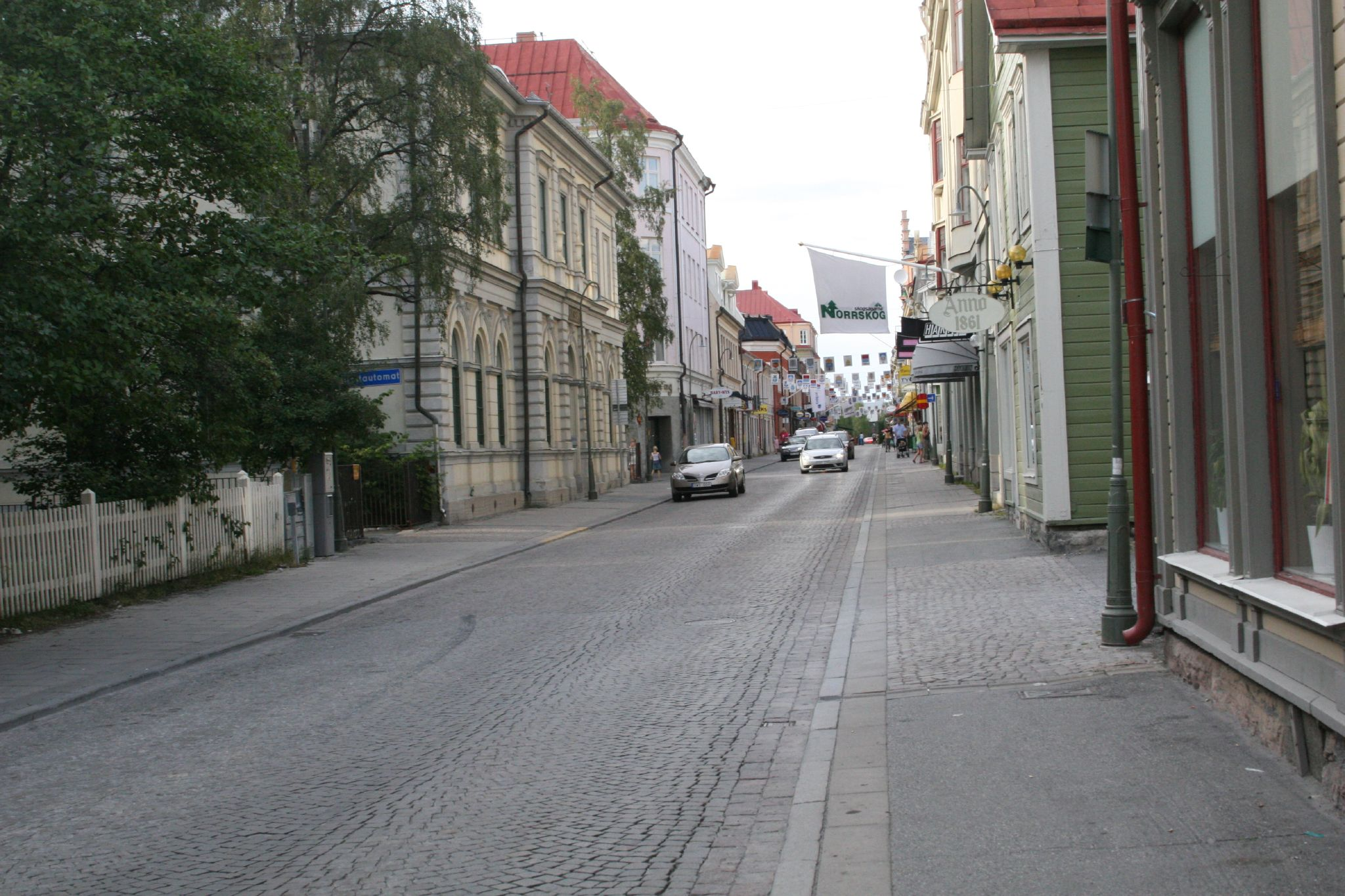
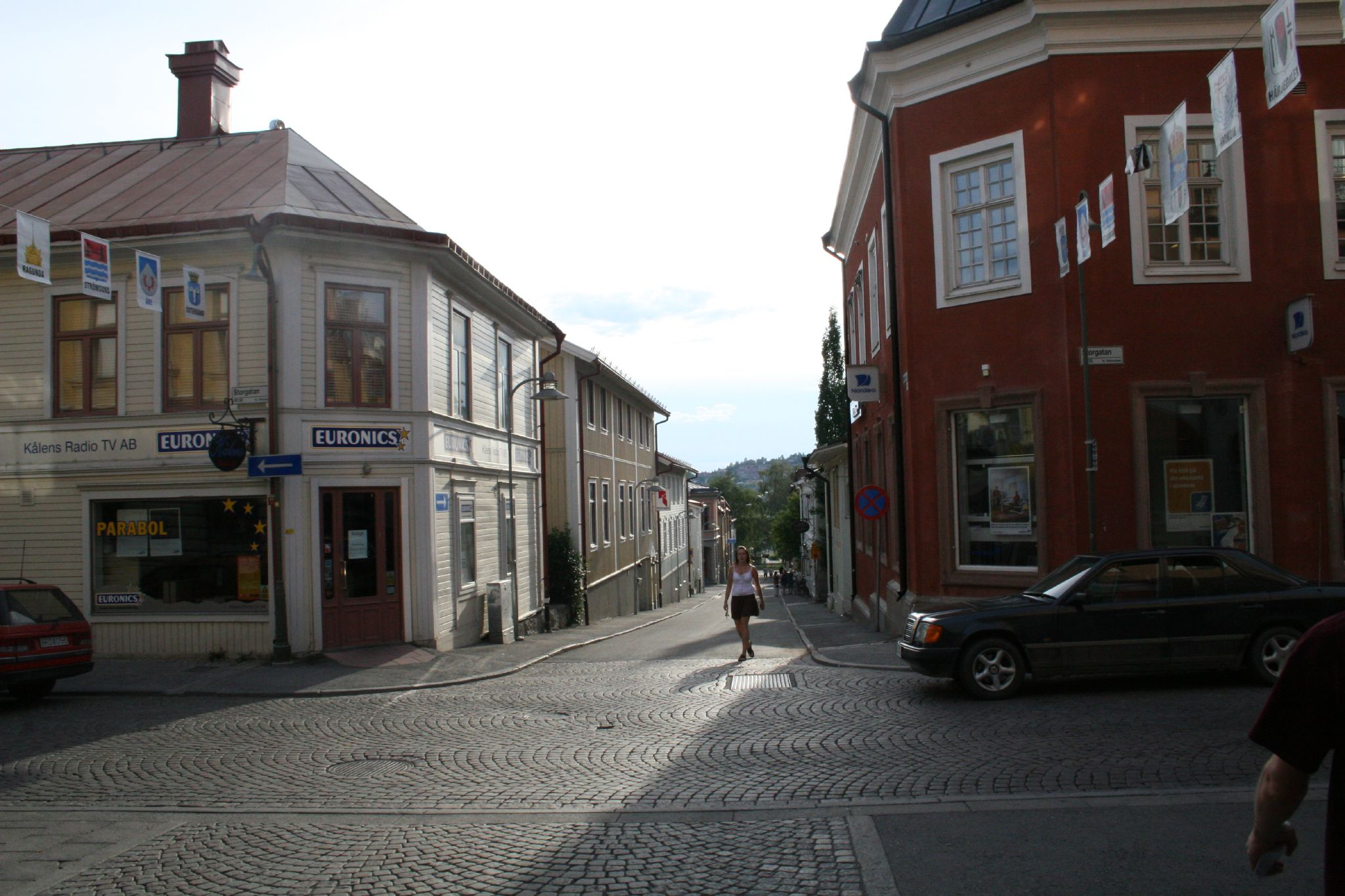
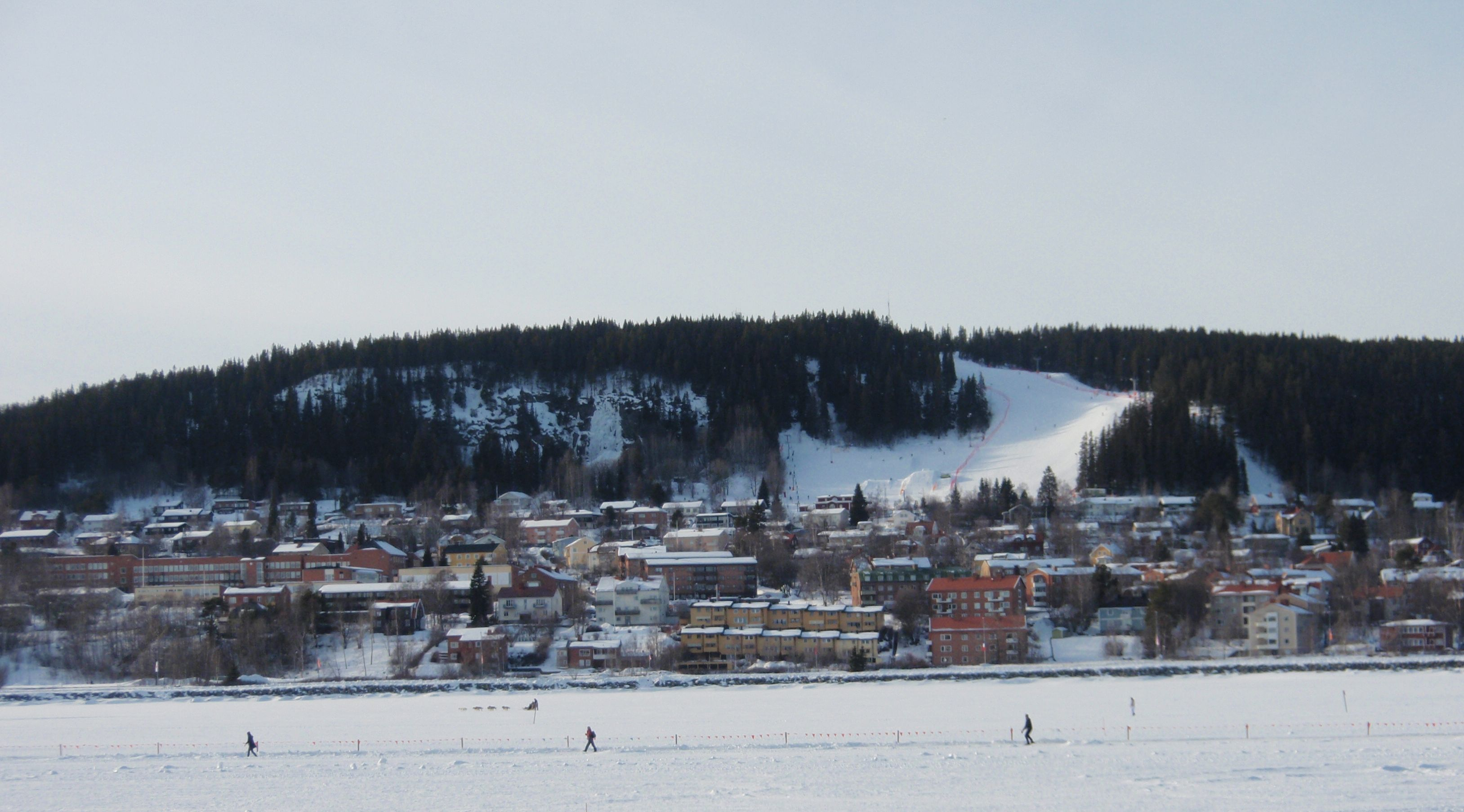
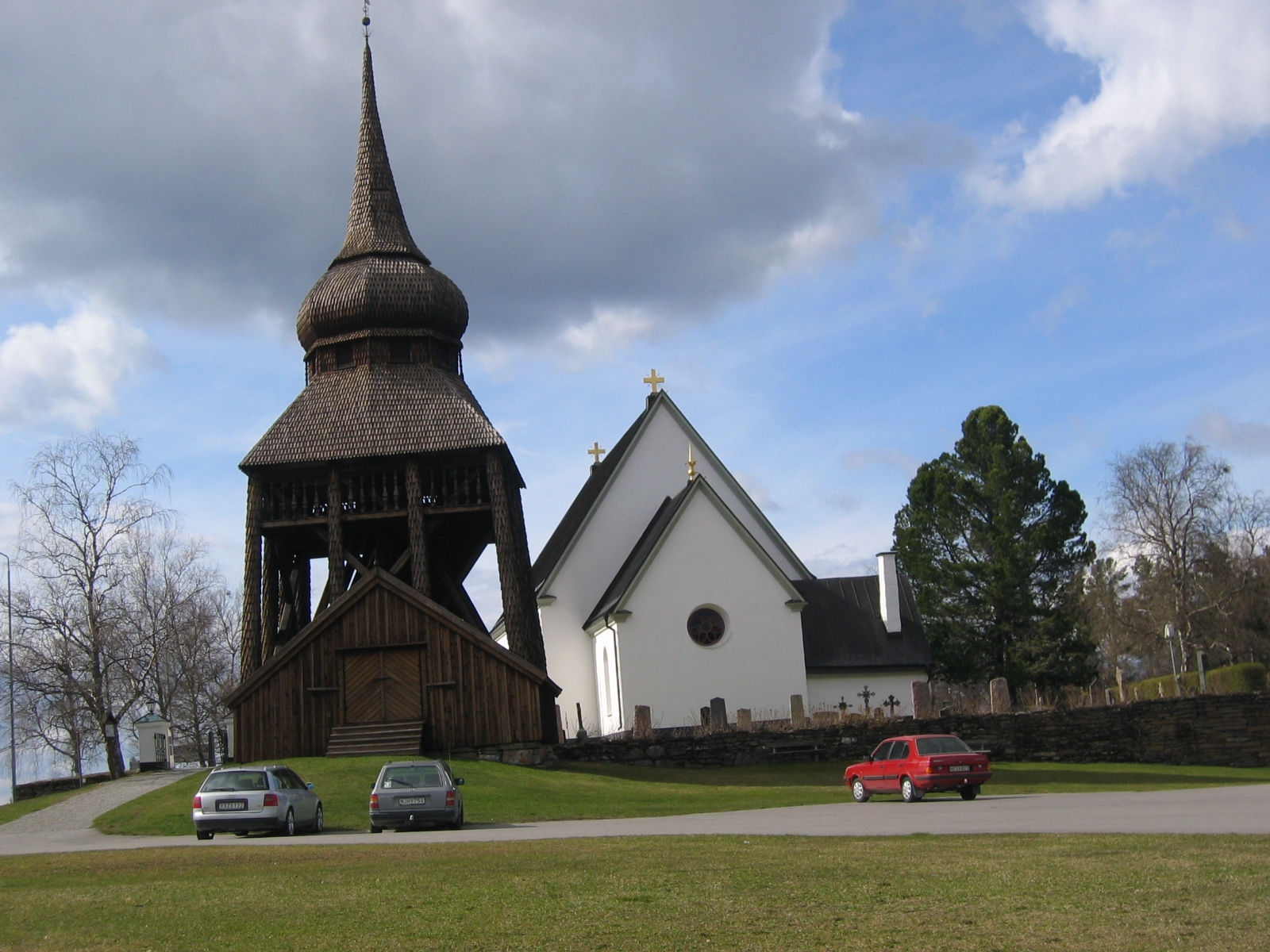
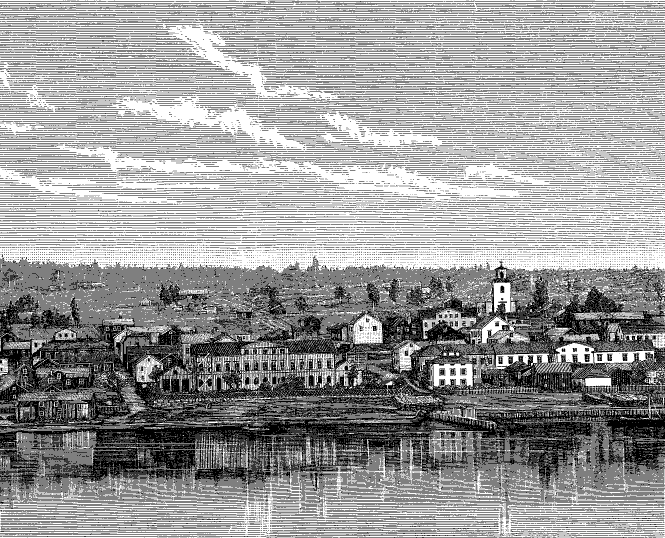
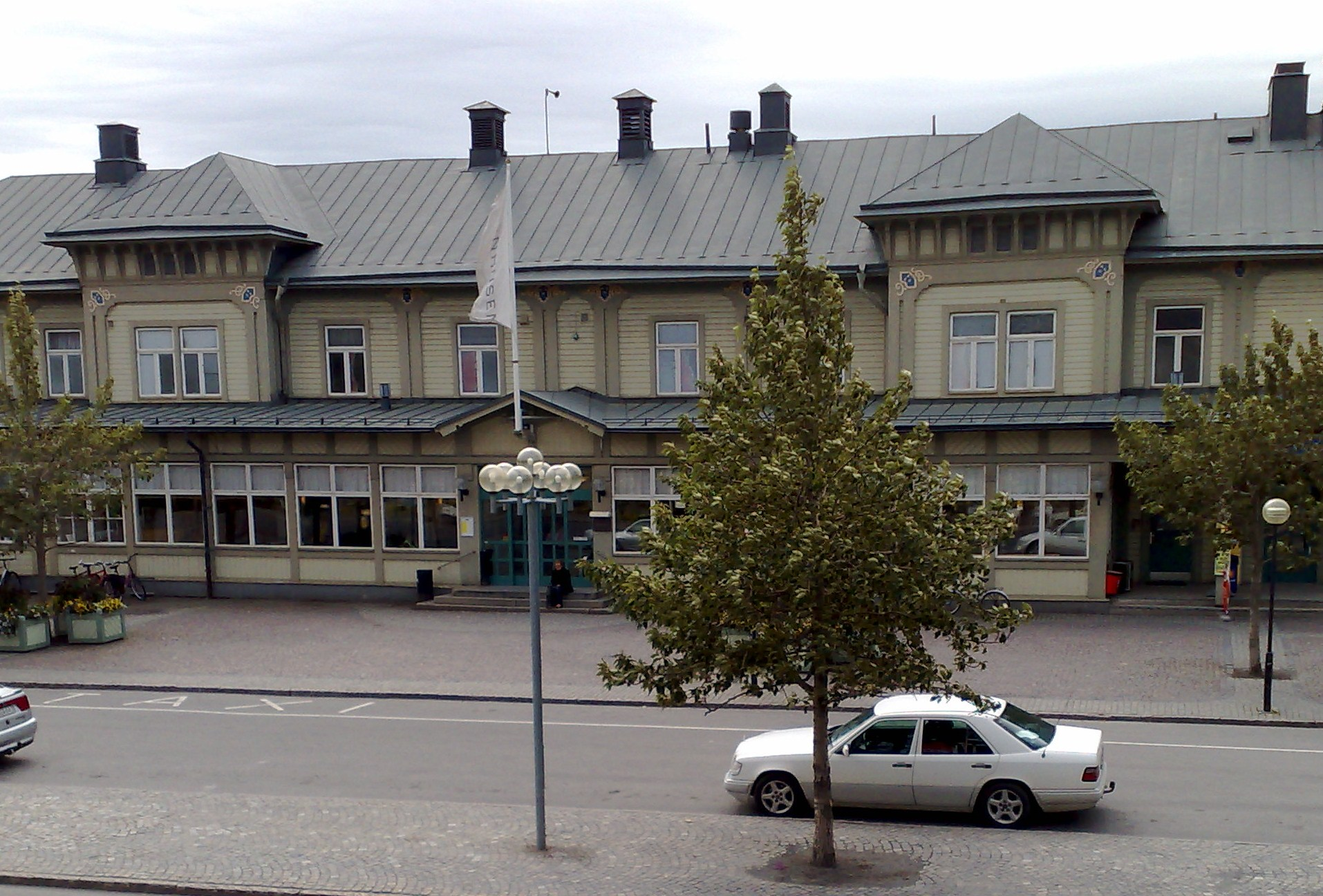
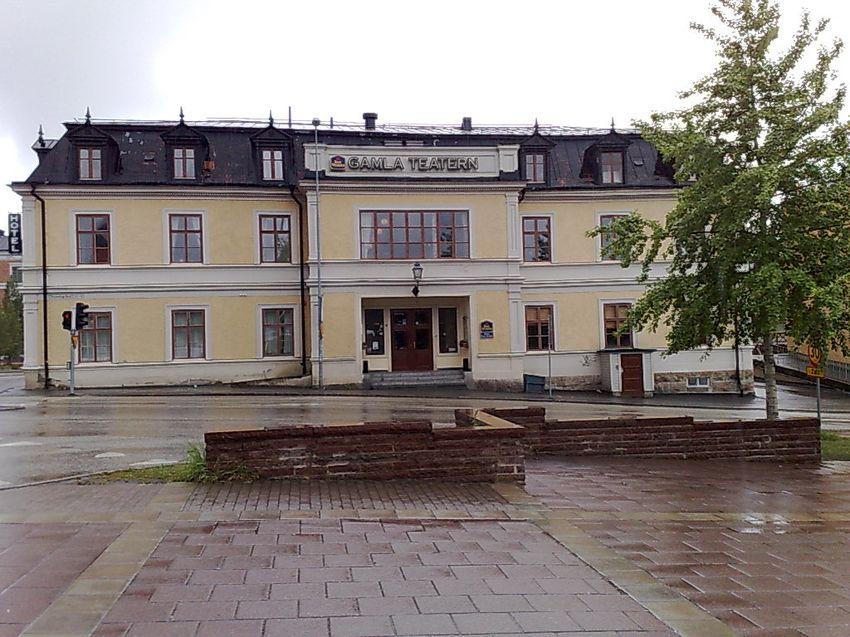
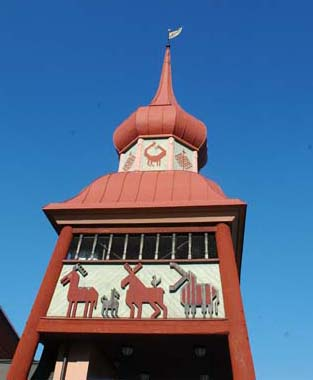
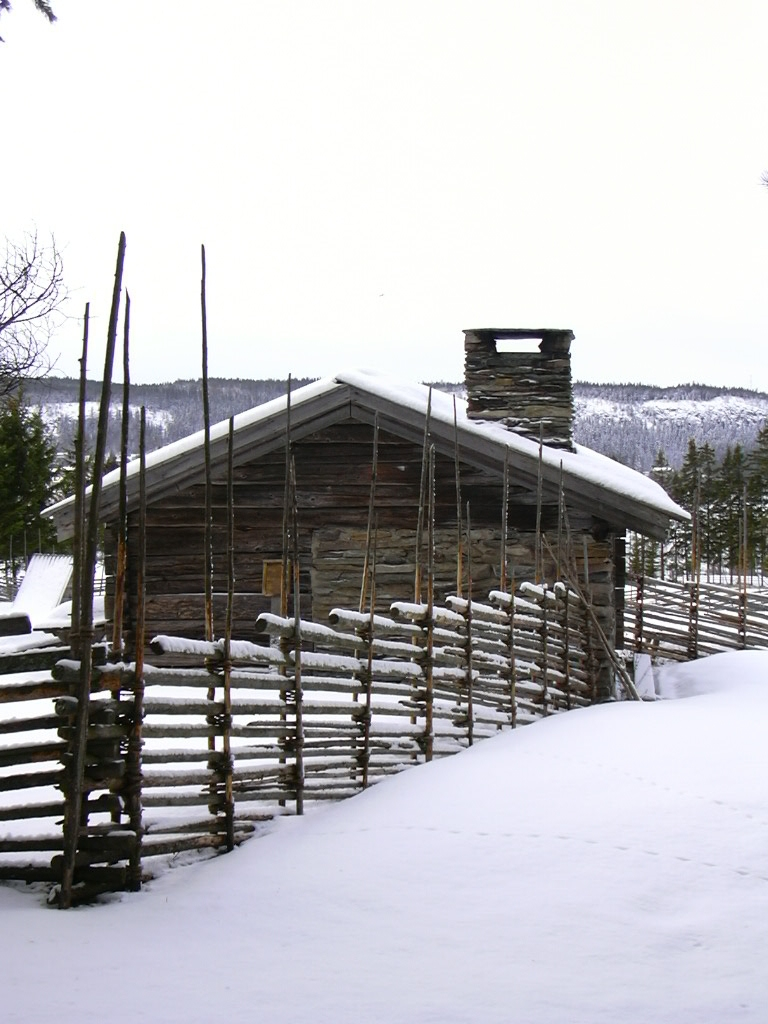
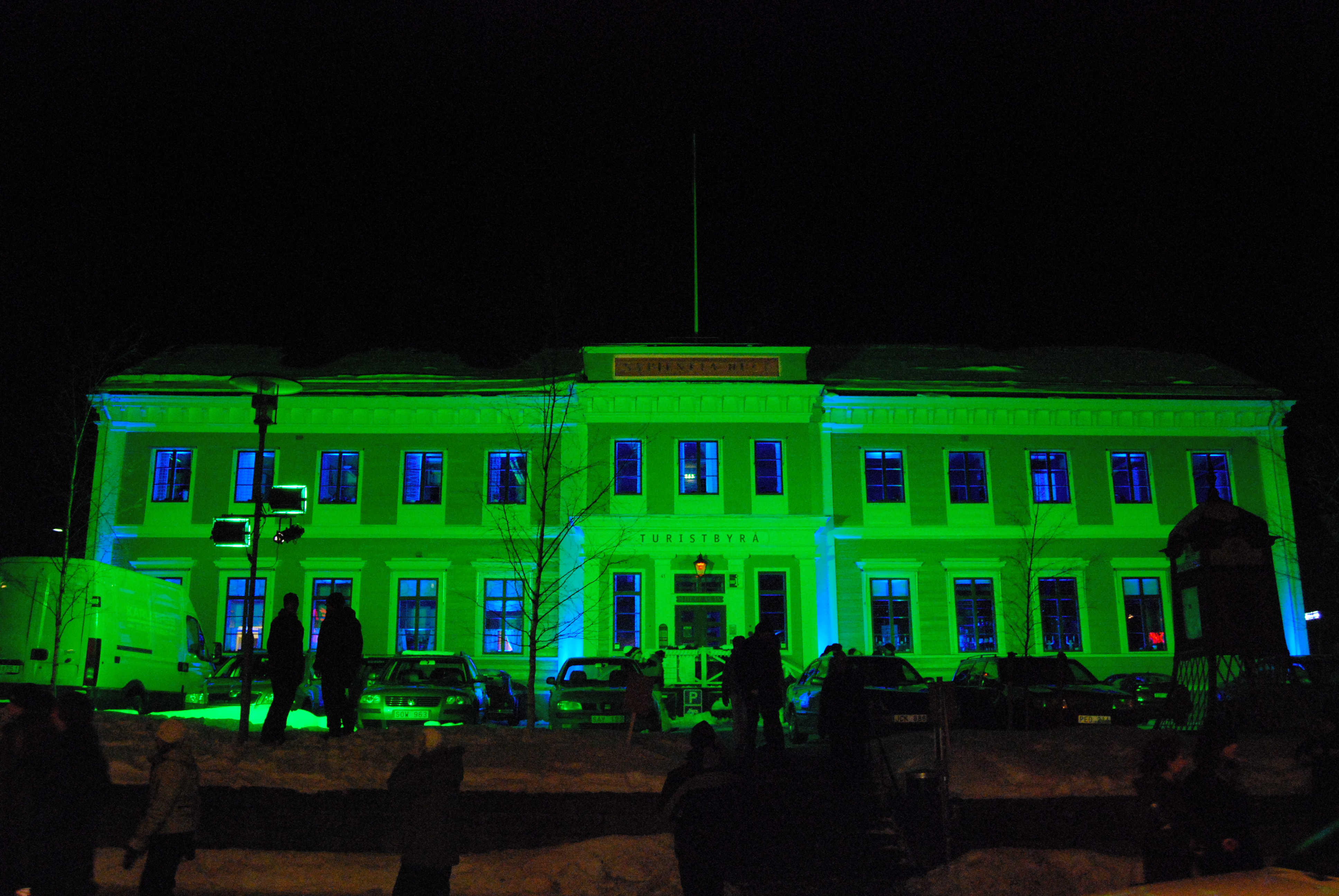

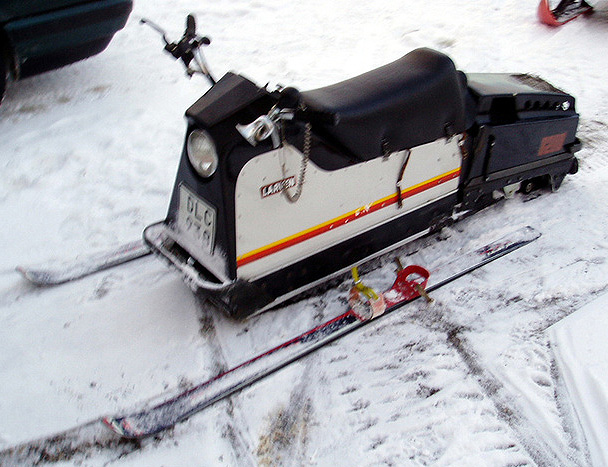
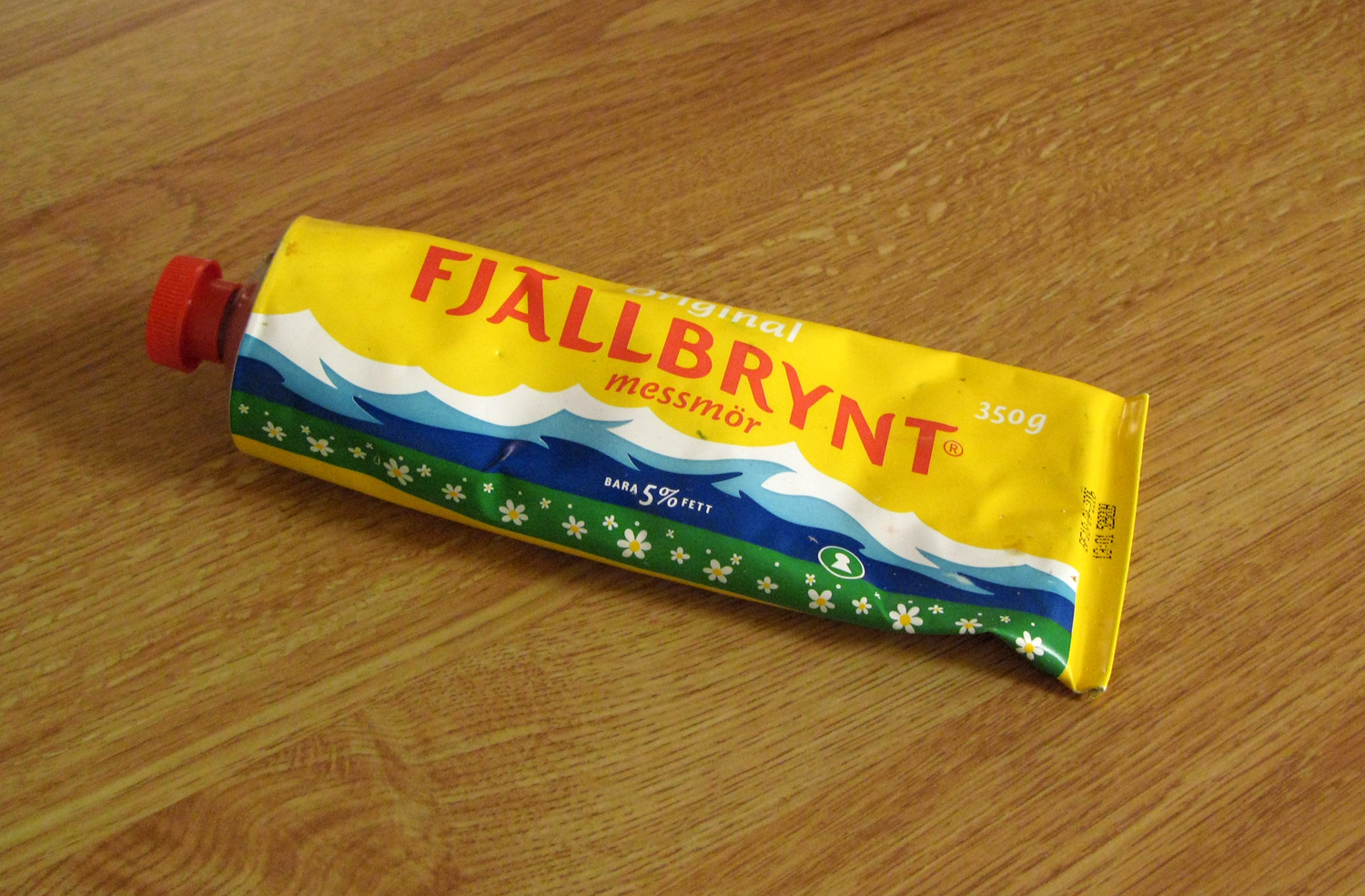
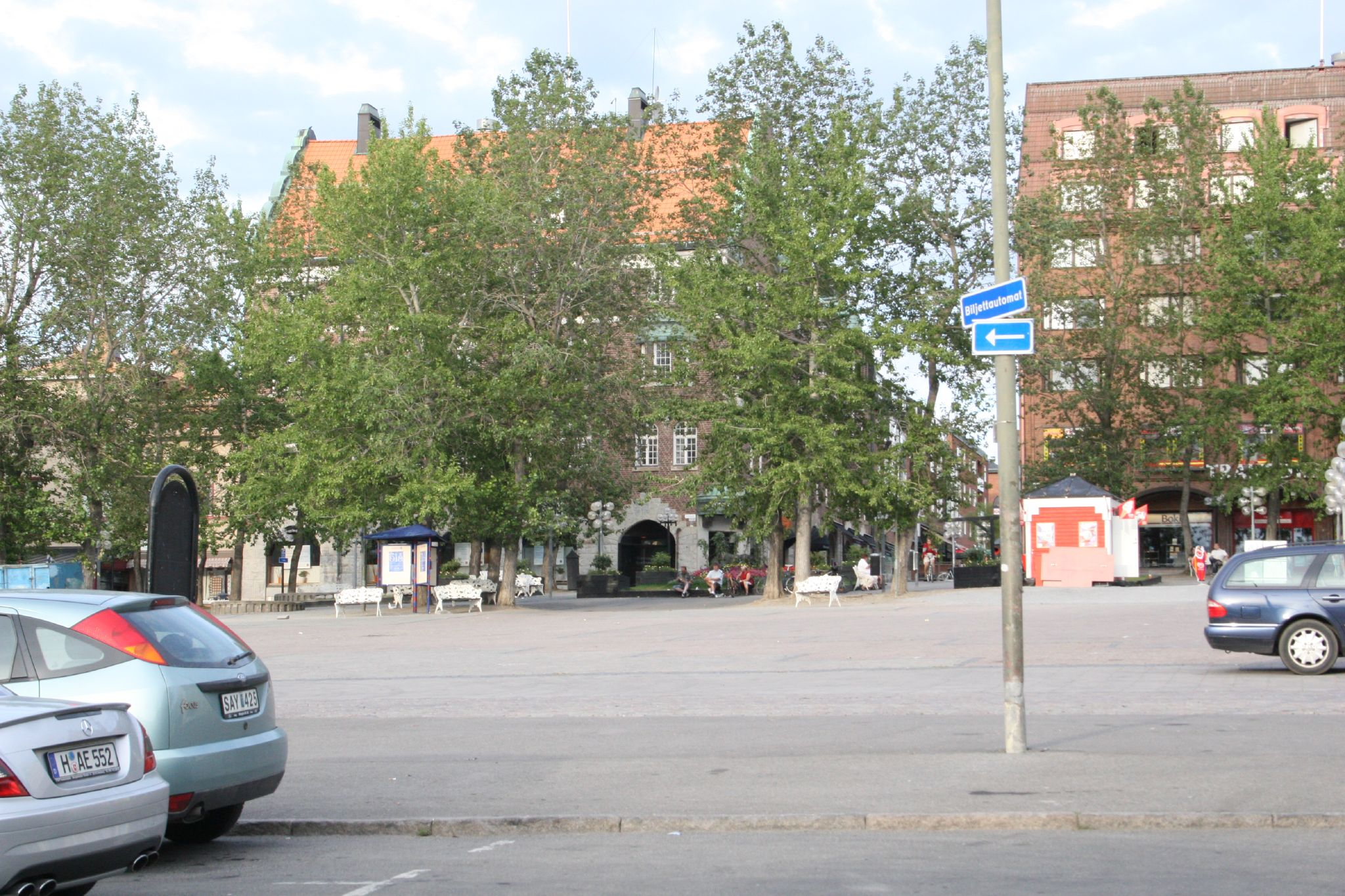

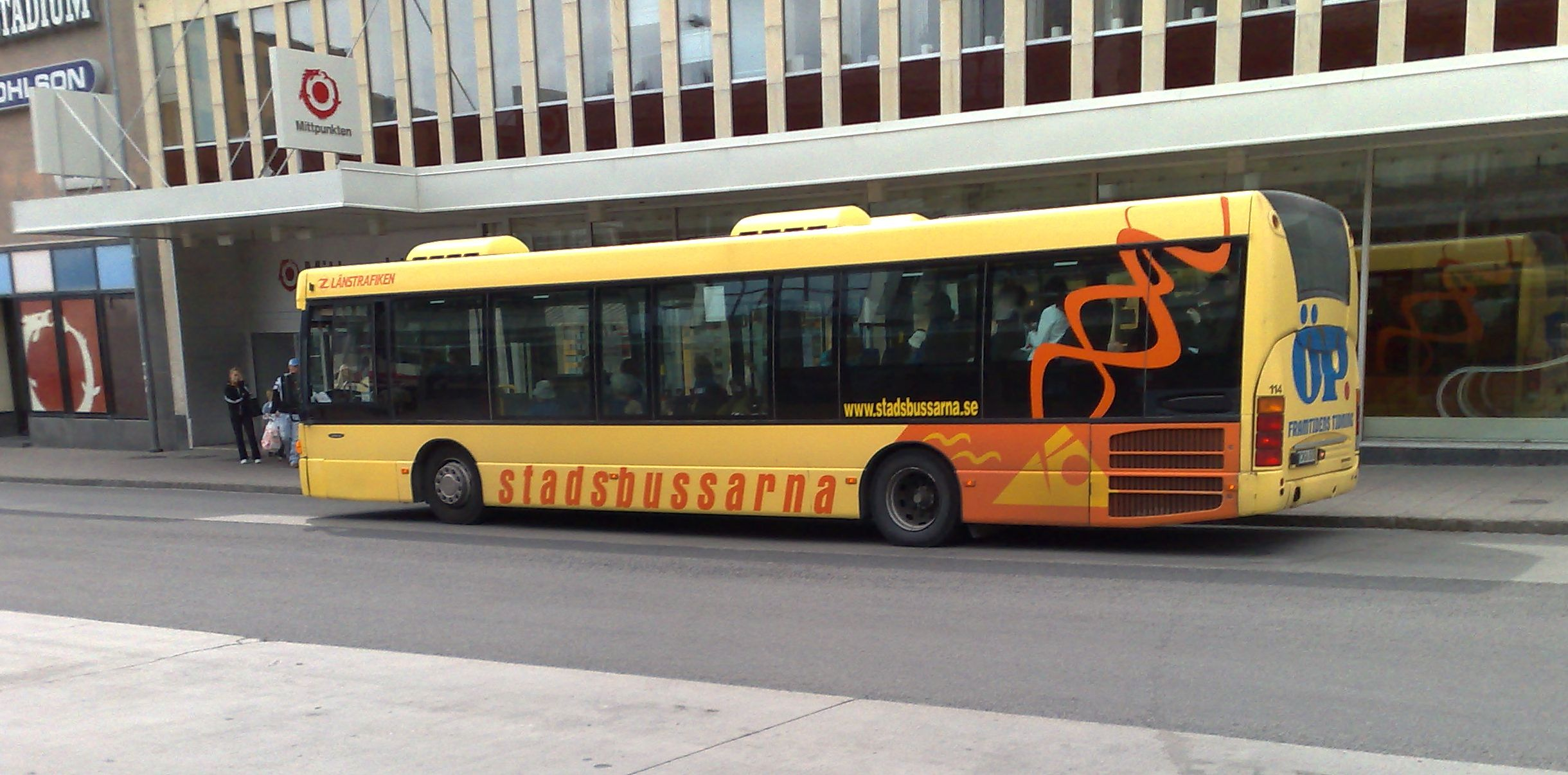
автобус
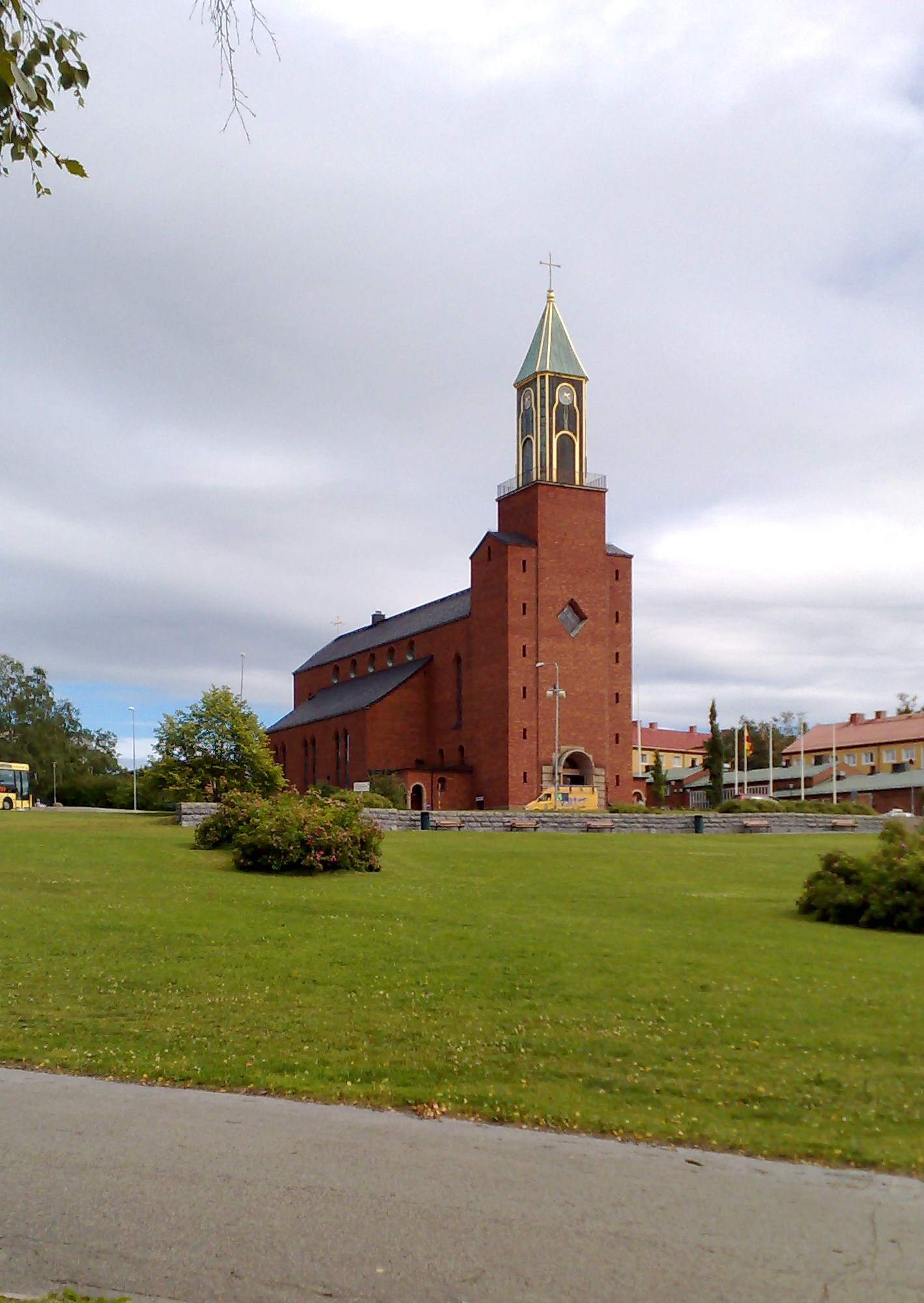
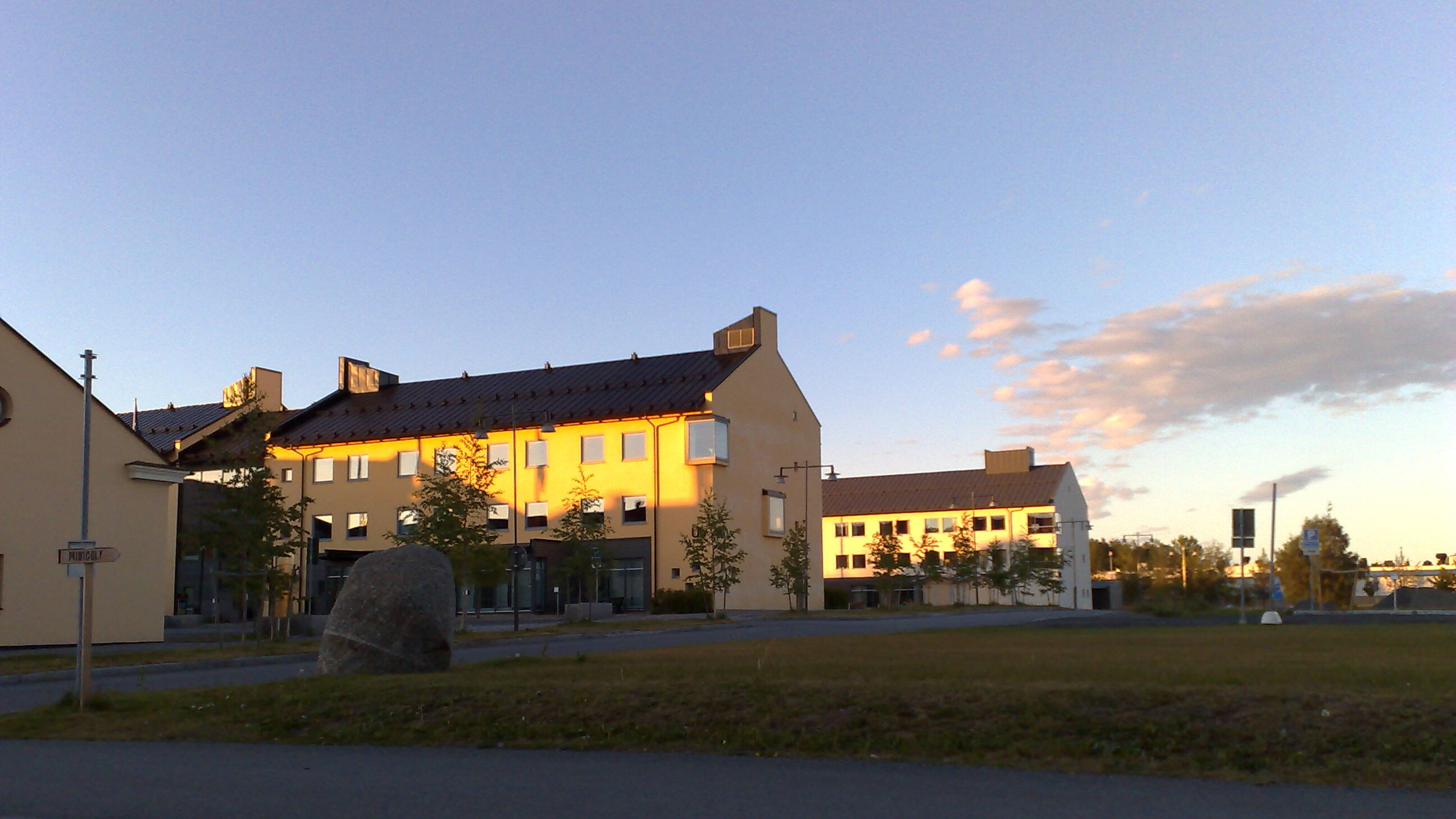
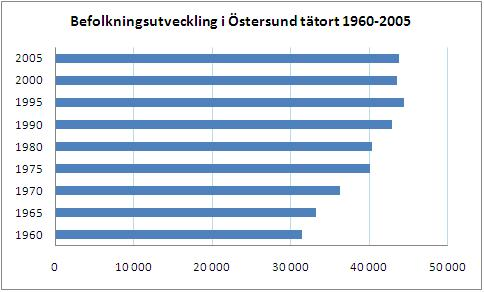
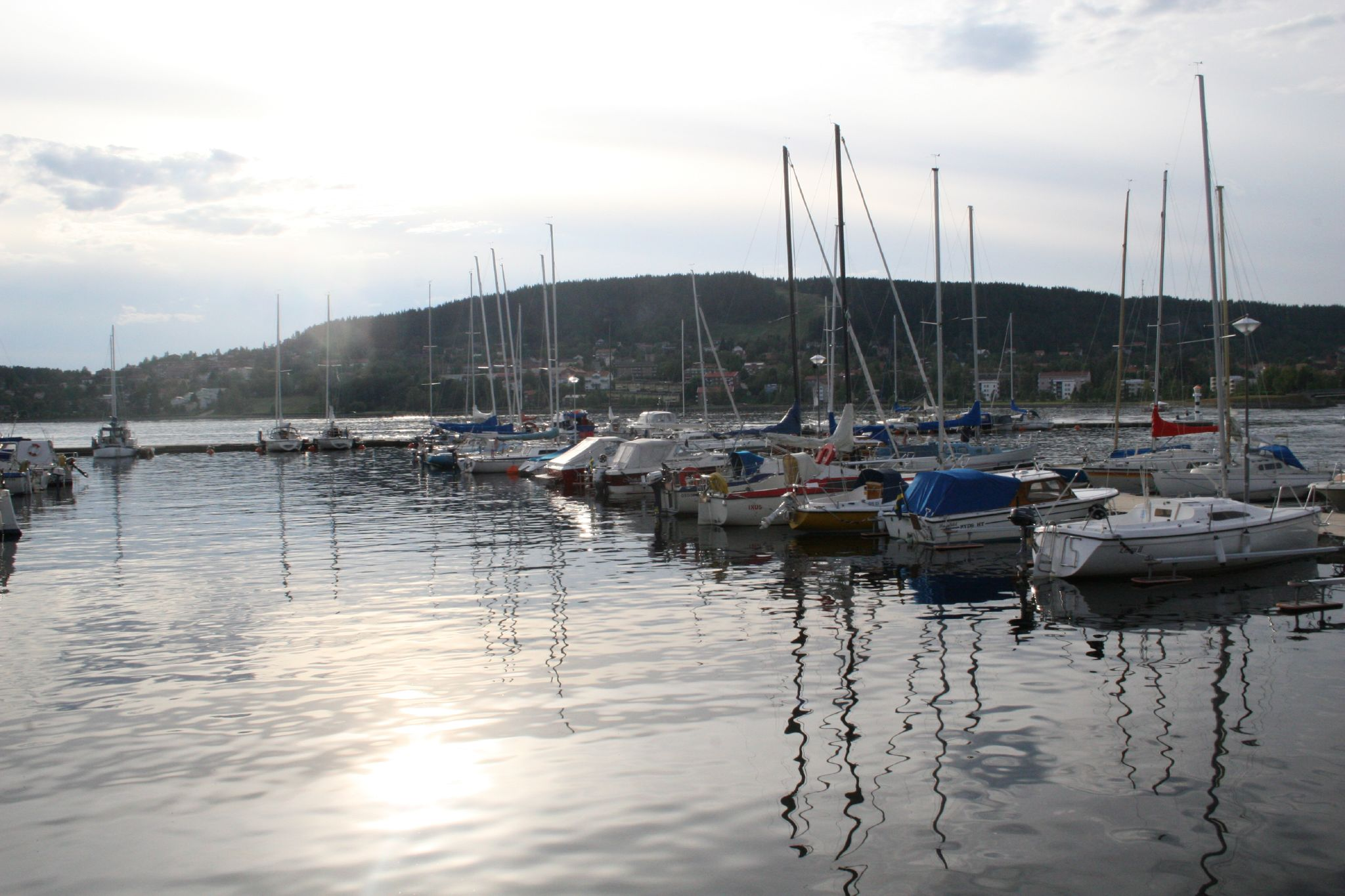
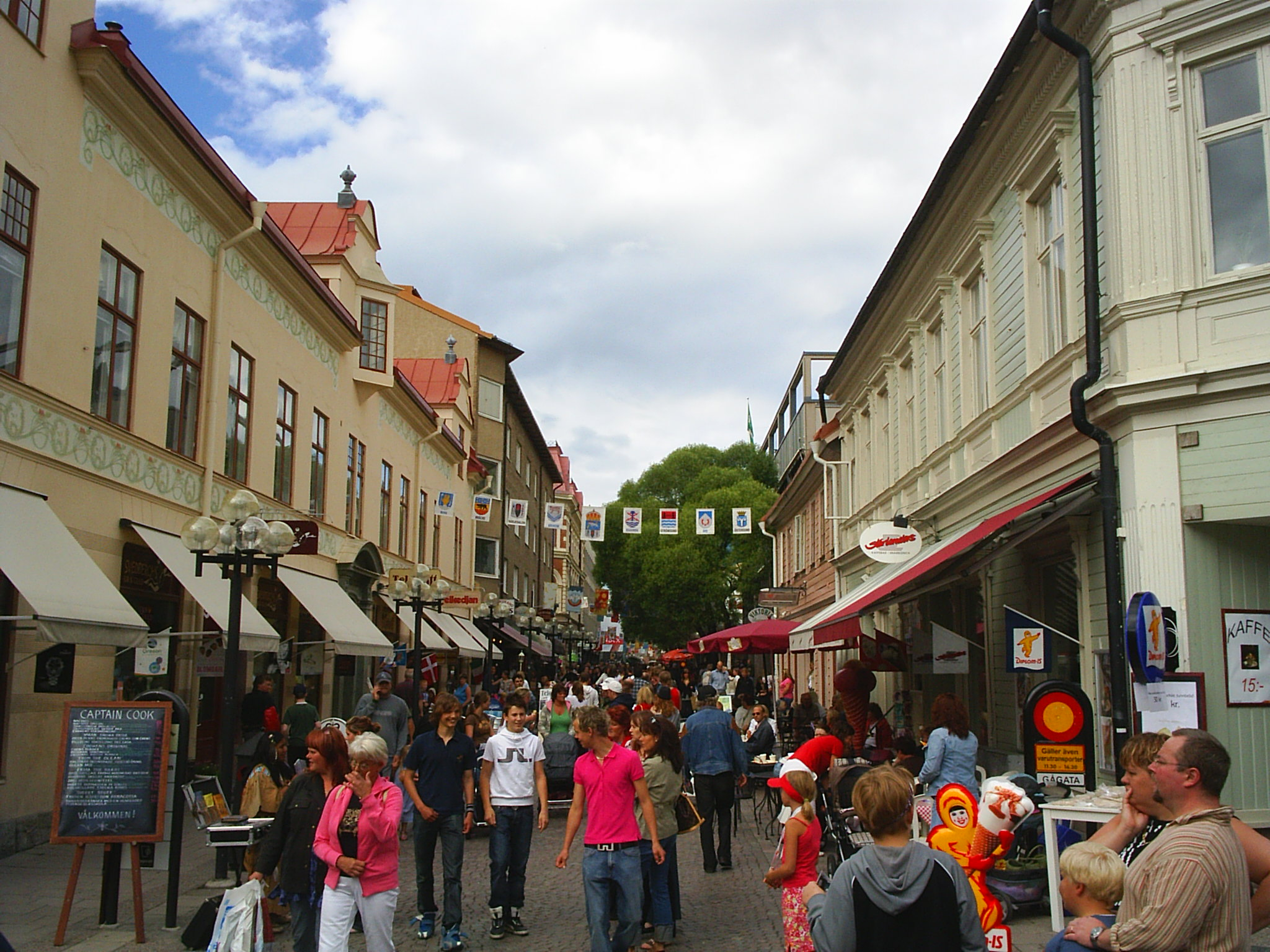
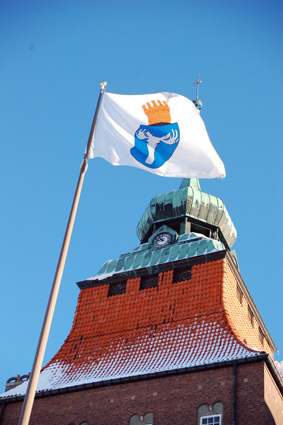
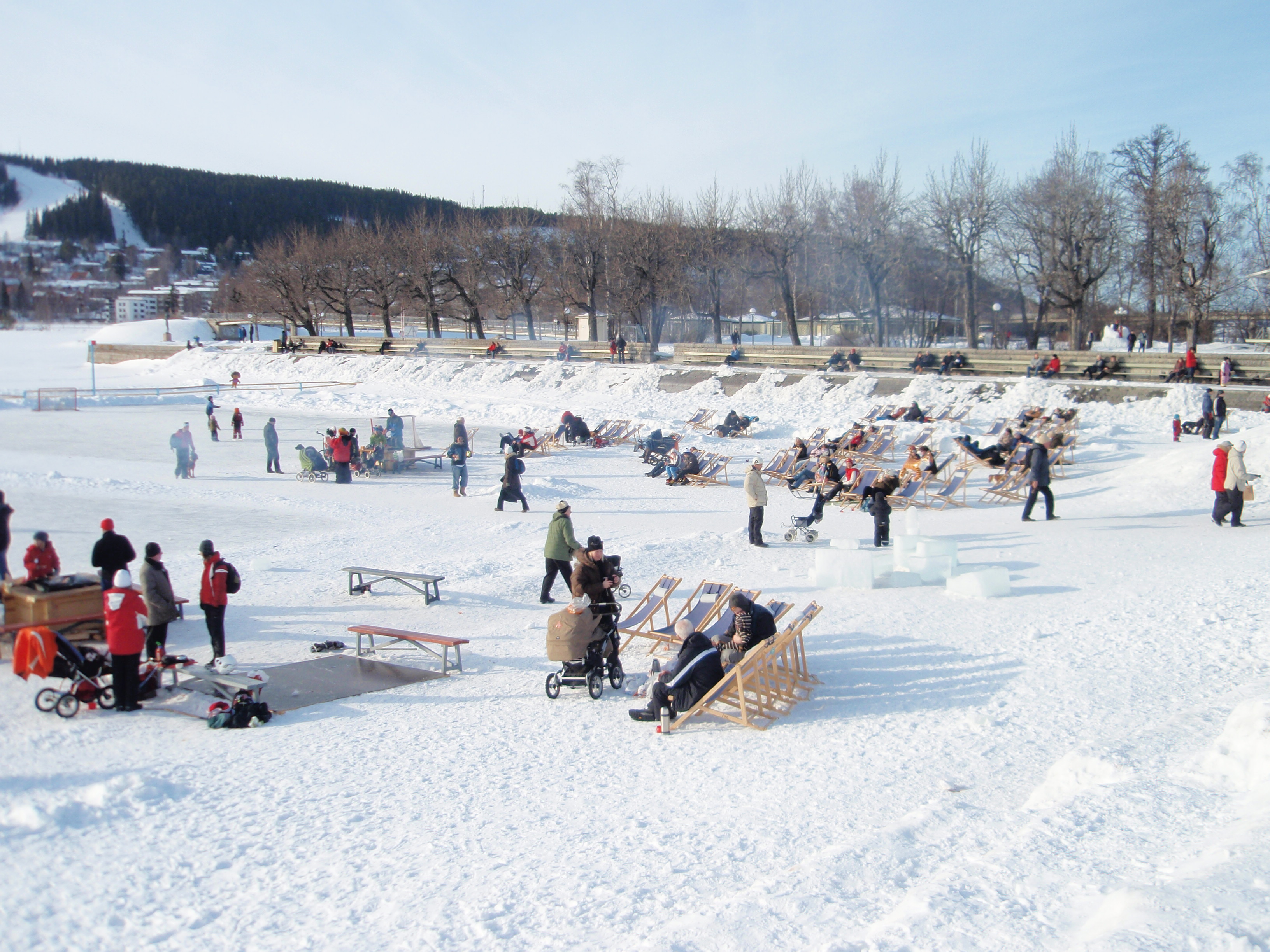
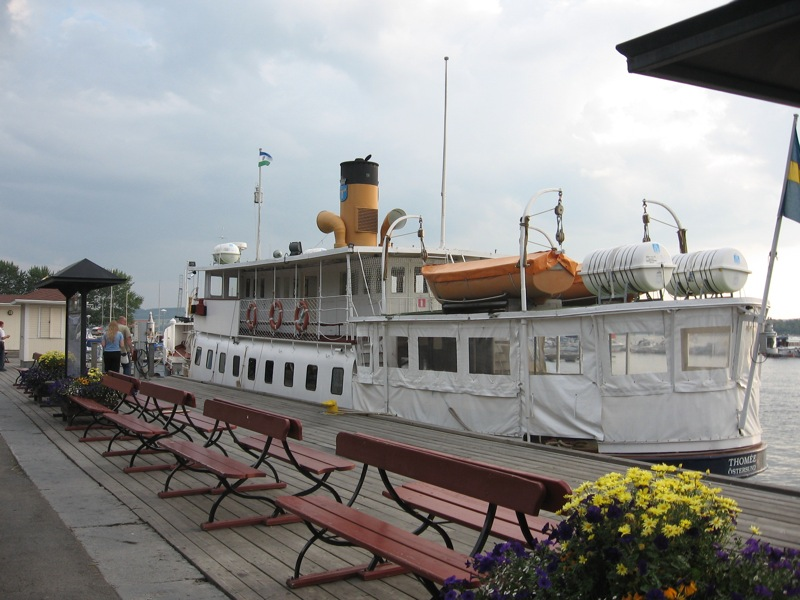
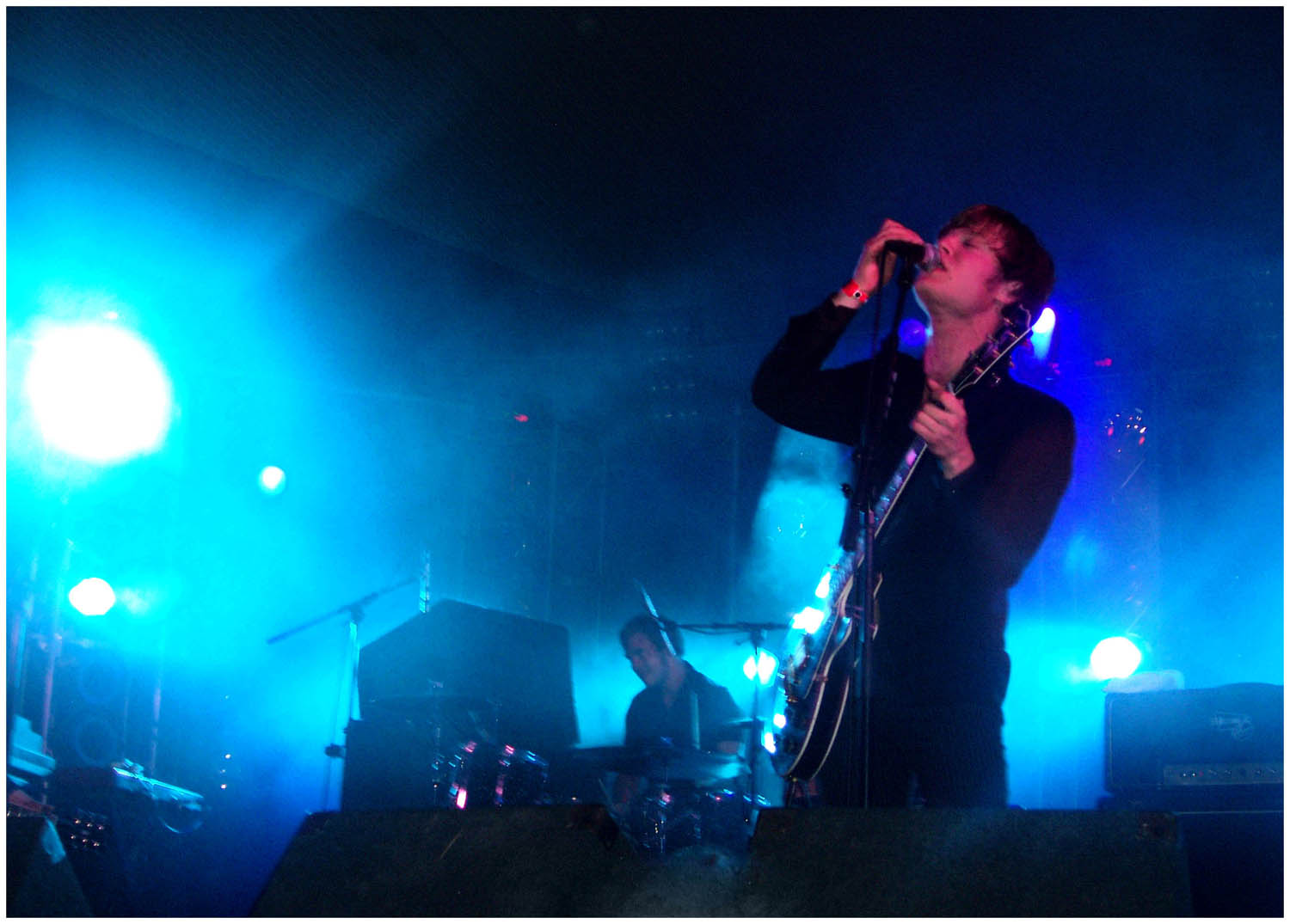
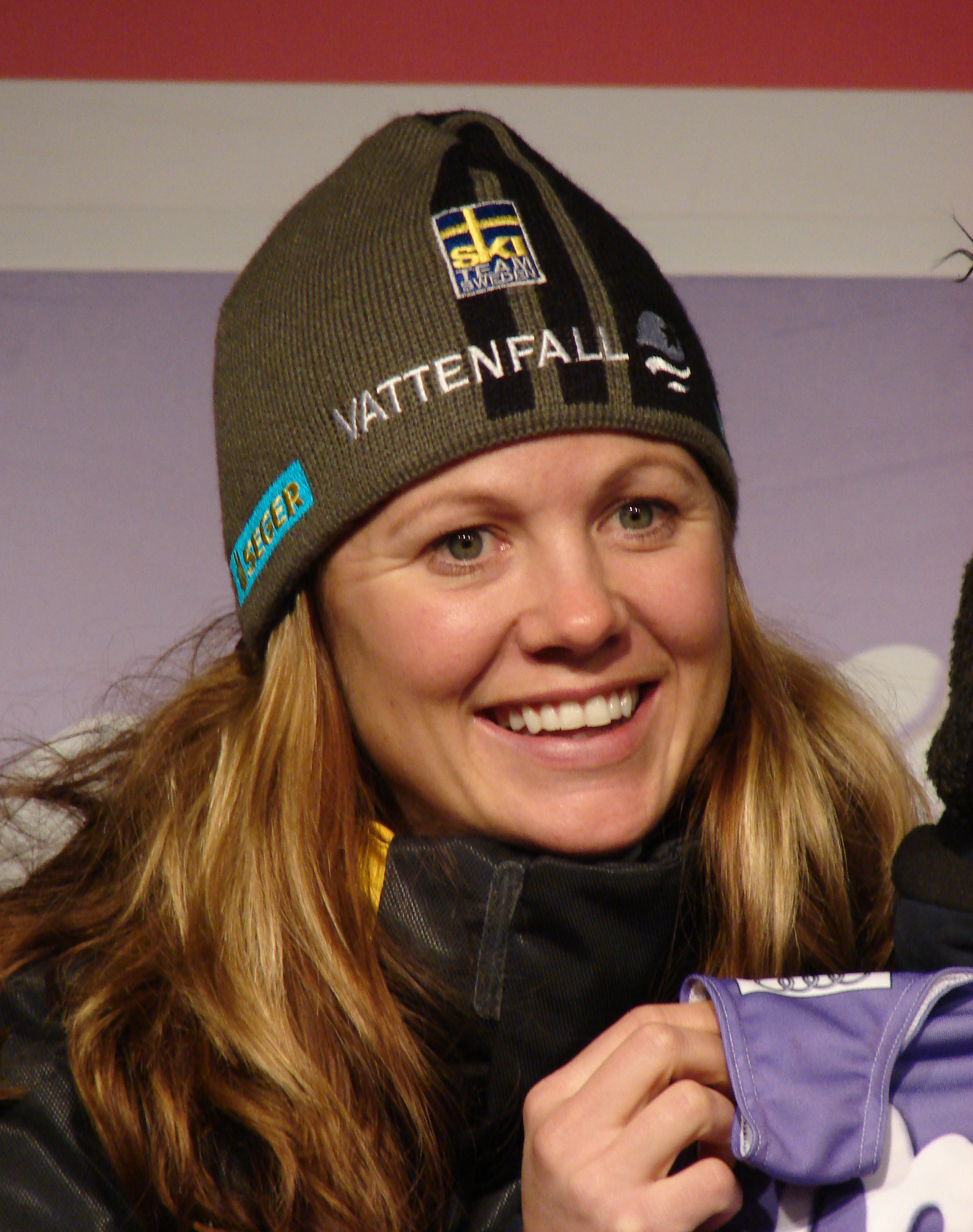

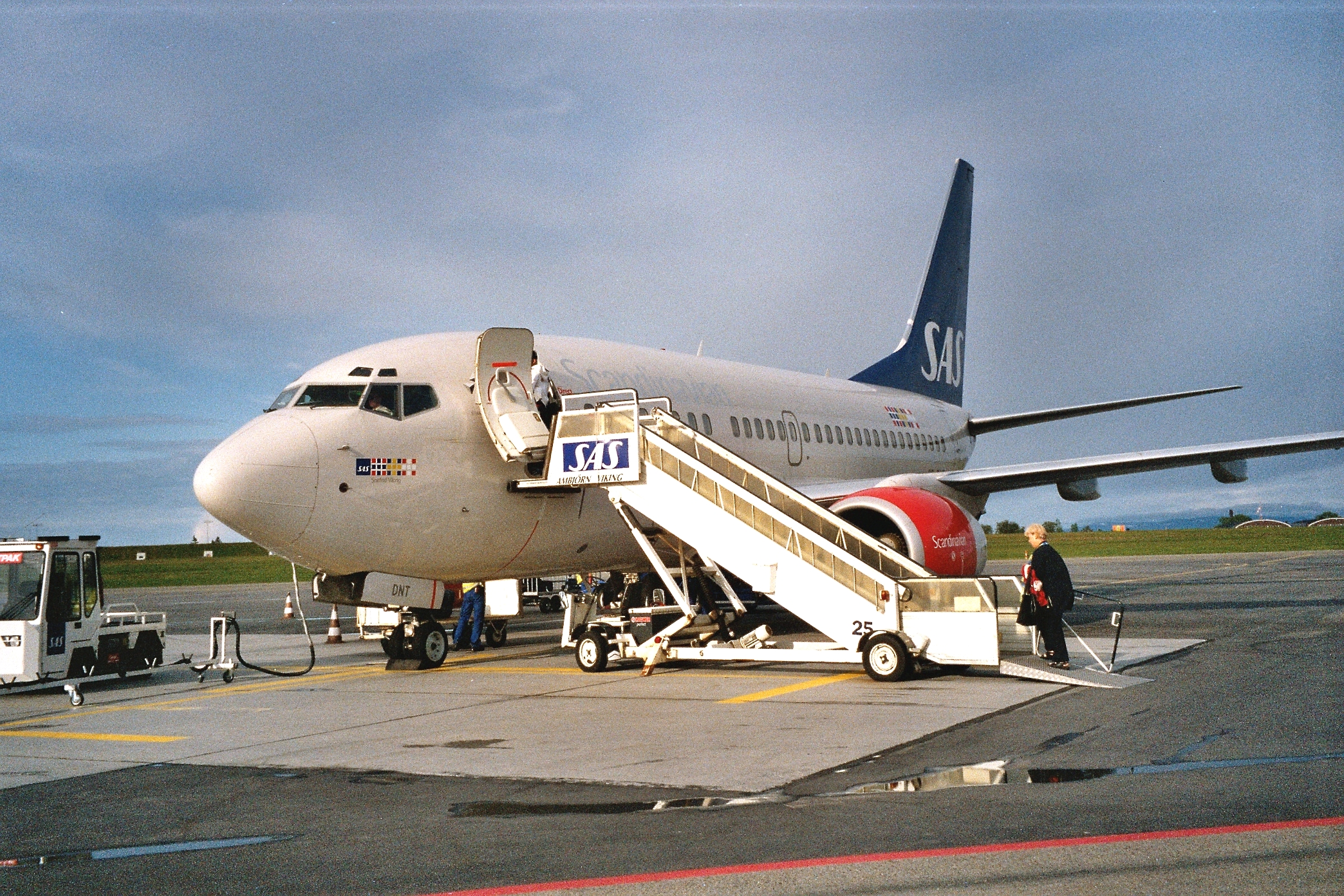
Літак.
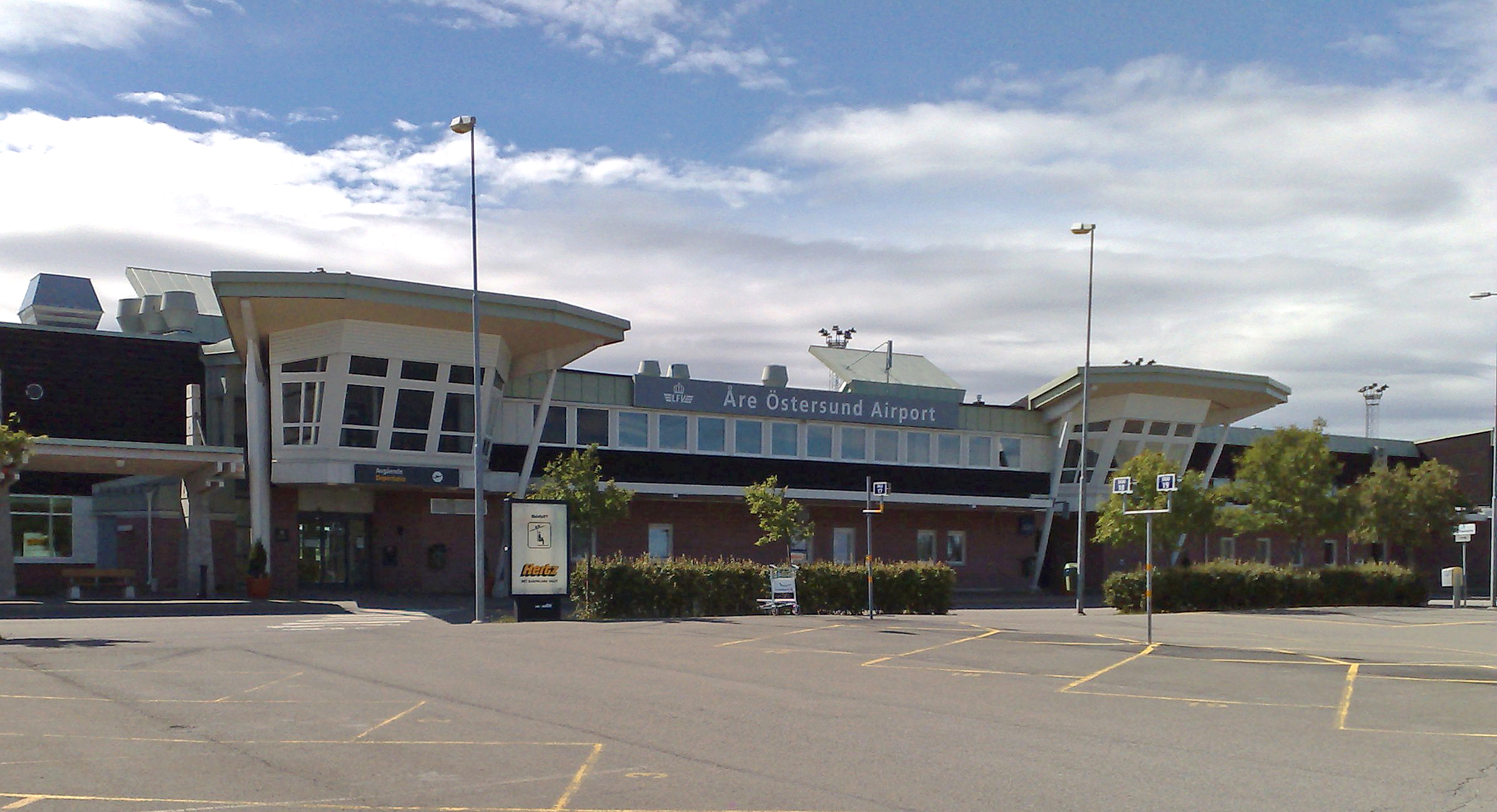
Аеропорт.
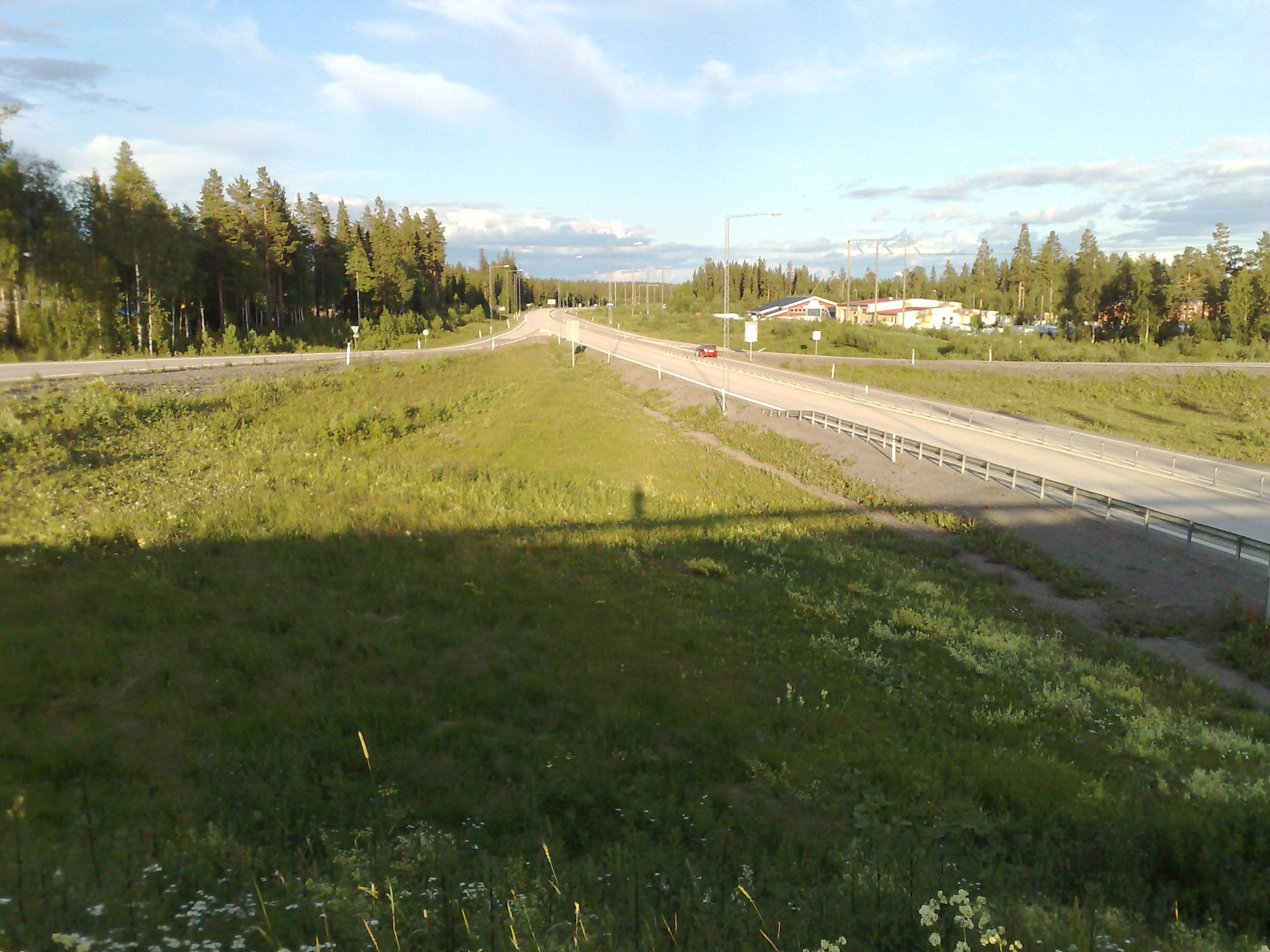
Трасса E14.
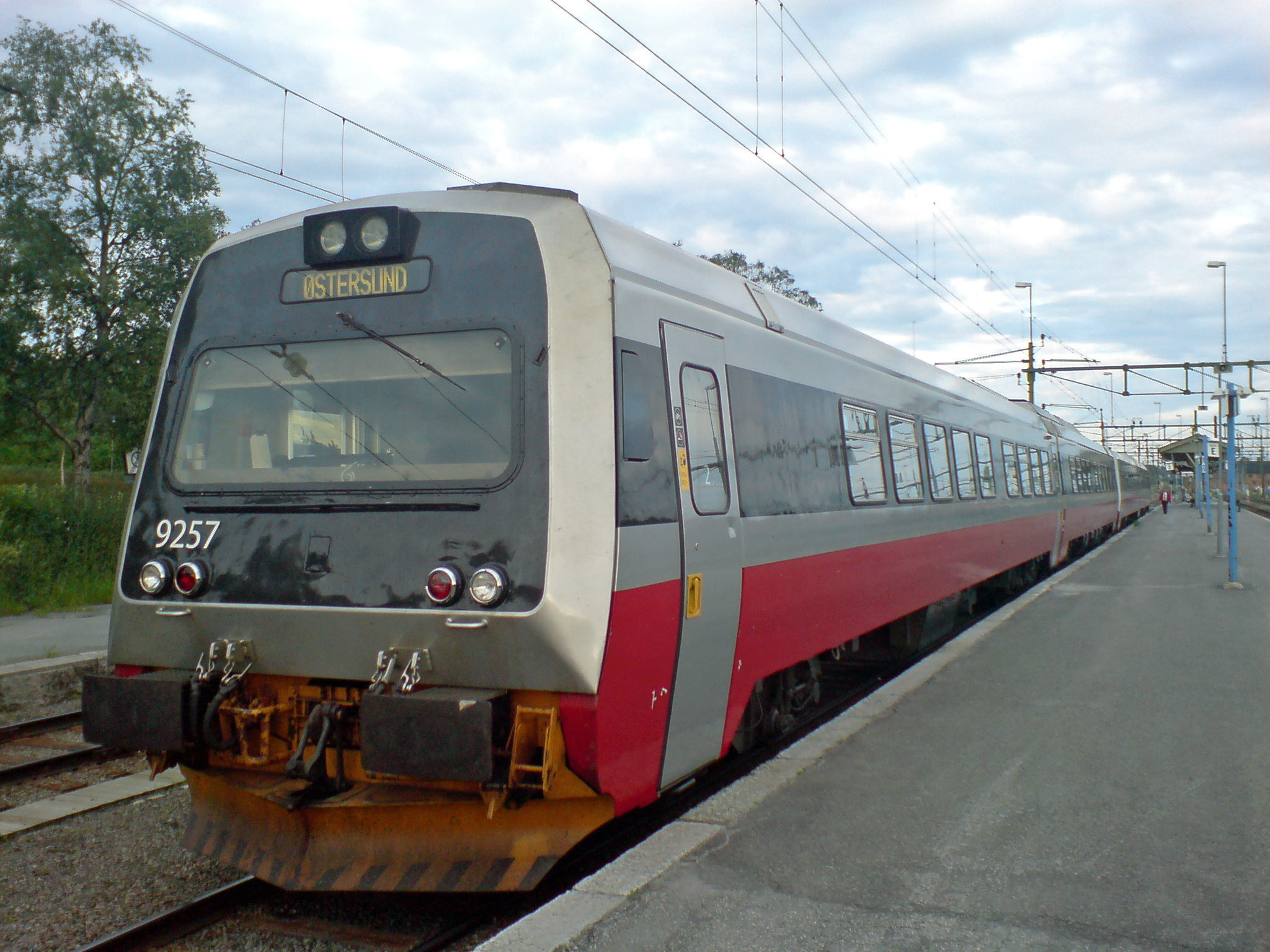
Електричка.